# 三菱・ミラージュ
ミラージュ（MIRAGE）は、三菱自動車工業が1978年3月から2002年8月まで製造・販売していたBセグメント - Cセグメントクラスの小型乗用車、および2012年4月からタイで生産・販売しているAセグメントクラスの小型乗用車。
2002年までは、初代ミラージュ誕生と共にできたカープラザのみでの販売となっていた。また、5代目までは欧州にはColtとして輸出されていた。

## 概要
三菱初のFF車として発売され、2002年までは三菱自動車の小型車の主力車種としてラインナップされていた。ランサーとの関係が深く、初代・2代目には派生車種としてランサーフィオーレがラインナップされ、3代目から5代目までは完全姉妹車の関係となった。2012年からはタイで生産・日本で発売されるコンパクトカーとなっており、2020年現在、日本国内でラインナップされる三菱自社生産のガソリン車では唯一の非ミニバン・トールワゴン・SUV車である。
1985年からはワンメイクレース「ミラージュカップ」が開催され、1998年の終了まで人気を博し、ミラージュ自身もモータースポーツのベース車として一定の支持を集めた。自身もミラージュカップに参戦経験のある日下部保雄は、ミラージュカップをホンダ・シビックによる「シビックインターカップ」と並ぶと高く評価している。
また、3代目の3ドアハッチバック仕様（C53A型）が、1995年と1996年の全日本GT選手権（JGTC）にGT300クラスからスポット参戦していた。

## 初代（1978年 - 1983年）
（ハッチバック 1978年 - 1983年，セダン 1982年 - 1983年）
エンジンは横置きのSOHC・直列4気筒のガソリンエンジンのみで、排気量は1.2L（オリオン・G11B） と1.4L（オリオン・G12B）で、後に1.6L（サターン80・G32B）が追加された。また、初代のみの特徴としてチルトボンネットを採用している。マニュアルトランスミッションは、スーパーシフトと呼ばれる2速の副変速機を持つことが特徴であり、主変速機と合わせ4×2速の8速として使用できた。ミラージュは、エンジンとトランスアクスルの配置の関係から、トランスアクスルへの入力をエンジン本来の回転方向と逆転させる必要があり、副変速機は、そのために設けられたギアを利用している。サスペンションは、フロントはマクファーソンストラット、リアはミラージュ独自のトレーリング式U字型サスペンションと呼ばれるトレーリングアーム式の4輪独立懸架を採用した。スプリングは、前後ともコイルスプリングを用いる。
エクステリアは張りのある曲面で構成したシンプルでクリーンなスタイリングで、ボディ表面の凹凸を極力無くしたフラッシュサーフェス処理を当時の大衆車としては世界でもいち早く取り入れた。また、細いピラーと広いガラス面積で近代的なイメージとしている。発表翌年の第49回ジュネーブ国際モーターショーではモスト・ビューティフル賞の3ドア部門で1位となった。このデザインは米国のアートセンター・カレッジ・オブ・デザインへの留学経験を持つ社内デザイナー・大島雅夫によるもので、「青いリンゴ」の若々しいイメージから発想したものと言われる。ボディカラーはイエロー、イエローグリーンなどの鮮やかな色を主体とし、当時国内で流行していたホワイトはあえて低価格車のみとした。尚、大島がデザインした3ドアハッチバックを元にして派生した5ドアハッチバックは樫沢一也、4ドアセダンは江口倫郎と青木秀敏のデザインであった。
ライト類やワイパーのスイッチはレバー式ではなく、インパネの左右にスライドスイッチ式のものを配置。マイナーチェンジでロータリー式となってステアリングコラムの左右に位置が変更され、2代目まで踏襲された。
ミラージュの発売に合わせ新規ディーラーとしてカープラザ店が展開され、映画『未知との遭遇』とのタイアップや、日本テレビと組んでのアメリカンフットボールの試合である「ミラージュボウル」の開催によるプレキャンペーンを行うなど、大規模なプロモーション展開を実施した。

### 年表
1978年3月
- 3ドアハッチバック車を発売。

1978年9月
- 5ドアハッチバック車を発売。

1979年3月
- 1.4Lにフルオートマチック車とミシュラン製タイヤを標準装備した1.6L 88馬力の1600GTを追加。

1980年2月
- 一部変更。

1980年7月
- 1600GTに脱着式ガラスサンルーフ装着車を追加。

1980年10月
- マイナーチェンジ。フロントグリルのデザイン変更。フロントガラスが合わせガラスに変更される。

1980年11月
- ミラージュボウル関連で、UCLAバージョンを発売。同校のスクールカラーにちなんだ青に黄帯のカラーリングとなる。

1982年2月

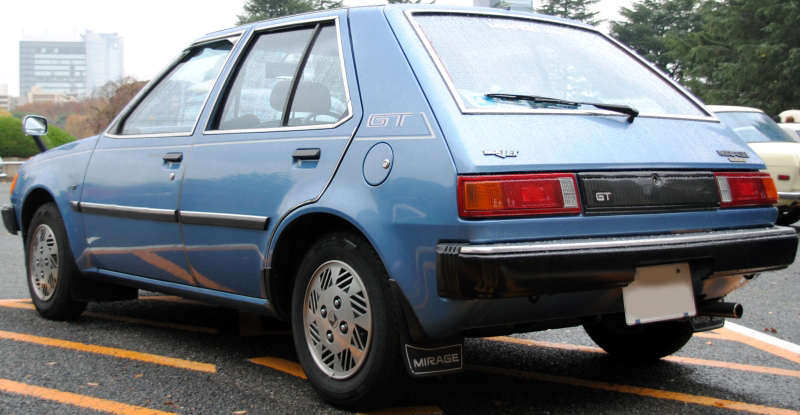
ヘッドランプが異型2灯式に変更、マイナーチェンジでミラージュⅡとなる。4ドアサルーン（ノッチバックセダン）を追加し、2ドアハッチバック車にクラス初のターボ仕様とした1.4Lエンジン搭載モデルを追加。1.4Lのターボエンジンは、三菱重工製のタービンを搭載して105馬力までパワーアップしており、国産ホットハッチ戦争の幕開けとなった。なお、このターボ仕様の1.4Lエンジンを搭載したミラージュ2ドアハッチバックを筆頭に、三菱が販売する自動車の殆どの車種にターボエンジン搭載車が設定され、「フルラインターボ」と宣伝されるようになる。4ドアには1.4L車に省燃費のMDエンジン（気筒休止エンジン）搭載車もあった。同時期に、姉妹車のランサーフィオーレ、プラットフォームを共用するトレディア／コルディアを発売。Mの文字をかたどったそれまでのエンブレムから切り換えられた、MMCのエンブレムを最初に採用したモデルでもある。

1982年8月
- 4ドアサルーン車と5ドアハッチバック車にターボ仕様の1.4Lエンジン搭載車を追加。

1982年10月
- 超廉価グレードである「1200EXスペシャル」（3ドア：69万8,000円）を発売。

1982年12月
- 3ドア車・4ドアサルーン車・5ドア車に1.2Lエンジンを搭載した女性仕様の「1200ミッシー」と1.4Lエンジンを搭載した「1400スーパーエディション」（4ドアサルーン車はMDエンジンを搭載。）をそれぞれ追加。

1983年2月
- プラットフォームを共用するミニバンである、シャリオ（初代）を発売。

- 5ドアハッチバック（リア）

## 2代目 C10/C30系（1983年 - 1992年）
（ハッチバック/セダン 1983年 - 1987年，バン/ワゴン 1985年 - 1992年）
2代目ミラージュは初代の4ドア車のプラットフォームをキャリーオーバーしたフルモデルチェンジ車。ボディタイプは、3ドアハッチバック、5ドアハッチバック、4ドアセダンの構成で、これは初代と同じであるが、発売2年後の1985年にステーションワゴンとバンが追加された。なお、5ドアハッチバックはこの2代目以降2012年の6代目で復活するまでラインアップから消えている。
エクステリアデザインは、初代のシンプルで張りのある曲面を用いた先進的なイメージや、細いピラーと広いガラス面積のデザインは継承しながら、傾斜を強めたウインドシールドとより長い全長（3ドア車）によって伸びやかなフォルムとなった。フロント周りは、ボディ色のフロントグリル、フェンダーまで回り込んだボンネット、サイドに大きく回り込んだフロントコンビネーションランプなどを特徴とし、リア周りは、ボディ色で上下に仕切られたリアコンビネーションランプが特徴だった。リアホイールアーチは台形形状で、同時期に発売された３代目ギャランΣやトレディア、コルディアとも共通性があり、この時代の三菱車の特徴であった。なお、3ドアハッチバックから派生した4ドアセダンは青木秀敏のデザインで、その姉妹車の2代目ランサー・フィオーレはほぼ同じデザインであった。
エンジンは基本の1.3L、1.5Lと、高性能な1.6Lターボや、1.8Lディーゼル、またパワーを必要とする時は4気筒、必要としない時は2気筒に自動的に変わる1.5L MDエンジンを装備した車種もラインナップされた。
1985年から2008年までは、マレーシアの自動車メーカー、プロトンによってミラージュセダンをベースとするプロトン・サガが販売されていた。
また、1984年の2形マイナーチェンジCMでエリマキトカゲを起用し、日本にエリマキトカゲブームを巻き起こすきっかけになったことでも知られている。
1986年4月からテレビ朝日系で放送された東映制作の特撮テレビドラマ『時空戦士スピルバン』では、主人公スピルバンのパートナー（事実上のヒロイン）であるダイアナレディの変身前、及び地球上での愛車（後期形3ドアハッチバック 1.6GSRターボ）として登場した。

### 年表
1983年10月
- フルモデルチェンジで再びミラージュとなる。CMキャラクターは忌野清志郎が起用され、所属するRCサクセションの「ベイビー!逃げるんだ。」がCMソングに使用された。

1984年2月
- 特別仕様車「エアロボーイ」を3ドアのCX-SとGSRに追加。

1984年9月
- マイナーチェンジで2形となる。フロントグリルのデザインを変更。4×2スーパーシフトが廃止され、ターボモデル以外にも一部5速MTが追加される。

1984年12月
- ターボモデルの廉価版「GT」が追加される。

1985年2月
- ワゴン/バンを発売。バンはエテルナΣエステートバンの後継も兼ねている。バンには2人乗りのCも設定された。バンのボディカラーは「サラエボホワイト」と「アイガーシルバーメタリック」に限定される。

1985年7月
- 1500CX-Sシリーズを廃止して「CX-7」「CG-7」が追加設定。

1985年9月
- 女性ファッション誌「marie claire」とのコラボレーションモデル「マリ・クレール ミラージュ1300CX-7」を限定車として発売。

1986年2月3日
- 4ドアセダン（当時はサルーンと呼称）/ハッチバックタイプがビッグマイナーチェンジ。ガソリンエンジンは全車新設計のサイクロンエンジンに、マニュアルトランスミッションも新設計となる。フロント及びサイドターンシグナルランプ形状および位置変更、バンパーの大型化やボンネットにプレスラインが入る、フロントフェンダーのボリューム感をアップさせるなど大規模な変更となった。これにより、ワゴン及びバン同様にフロントのターンシグナルランプがバンパー部分のみとなり、同時にビッグマイナーチェンジをした2代目ランサーフィオーレ共々、中期型仕様まで存在したブーメラン型ランプが廃止された。更に、グレード面では中期型に存在したCX-7がカタログ落ちし、代わりにCX-Sが前期型以来の復活となった。

1986年5月
- 1.5Lに電子制御燃料噴射装置を採用したサイクロンECIマルチエンジン搭載のCX-Siを追加。

1986年8月
- ワゴン/バンをマイナーチェンジ。ハッチバック・セダン同様フロントグリル（ワゴン及びバンは、登場時から既にフロント部のターンシグナルランプはバンパー部分のみだったため）、サイドターンシグナルランプ、ボンネット、フェンダー形状を変更し、エンジンとトランスミッションをサイクロンエンジンシリーズに変更。これにより1985年2月登場のワゴン／バンは僅か1年半でフロントマスクが変更されることになる。

1986年9月
- フルタイム4WD仕様を追加。

1986年10月
- 一部変更。車名を「ミラージュ・NOW」に改める。

3ドアにはCX-S系とGSR系をベースに、イタルボランテデザインのステアリングとポルシェデザインのアルミホイールを標準装備した、若者向け3ドアX1Xシリーズの設定。
上級グレードにはギャラン∑シリーズと同一の光輝ホイールキャップを採用（ホイールキャップ内側の13インチ鉄ホイール形状もギャラン∑と同一となった）。
エアコン、パワーステアリング、フルカラードエクステリア・デビュー当時は上級グレードのみだったフルホイールキャップを標準装備とし、88万8,000円で新登場した3ドア1300マリオンをそれぞれ追加。マリオンはその装備の充実度に対する割安感から一定の人気を獲得しモデル末期の量販グレードになる。
1987年10月
- 3ドアハッチバックがモデルチェンジし、翌1988年1月には4ドアセダンもモデルチェンジ（5ドアハッチバックは廃止）。バン/ワゴンはC10・C30系を継続生産。

1989年10月
- ワゴン/バンをマイナーチェンジ。フロントグリルとスチールホイールの意匠変更（C50系ミラージュ及びランサーに合わせていた）、ボディカラーの差し替え、ルーフレール追加、上位グレードであるCXのヘッドランプに黄色のハロゲンバルブを採用。ボディカラーは「ソフィアホワイト」、「グレースシルバー」、「カリフォルニアレッド」、「ルーブルブラウン」、「パレルモグレー」、「ソフィアホワイト／サンホセブラウン2トーン」、「トワイライトブルー／グレースシルバー2トーン」、「カレドニアブルー／トワイライトブルー2トーン」が設定された。バンには「ソフィアホワイト」と「グレースシルバー」を設定した。

1990年
- ワゴンに特別仕様車「B to G」を設定。アルミホイール・CDデッキ・専用ストライプ等が装備。ボディカラーは特別設定色の「ランプブラック／シャトーシルバー２トーン」。

1992年3月
- オーダーストップに伴い、バン・ワゴン生産終了。以後は在庫のみの対応となる。

1992年5月
- リベロワゴン/リベロカーゴの登場に伴いバンとワゴンはそれぞれ販売終了。

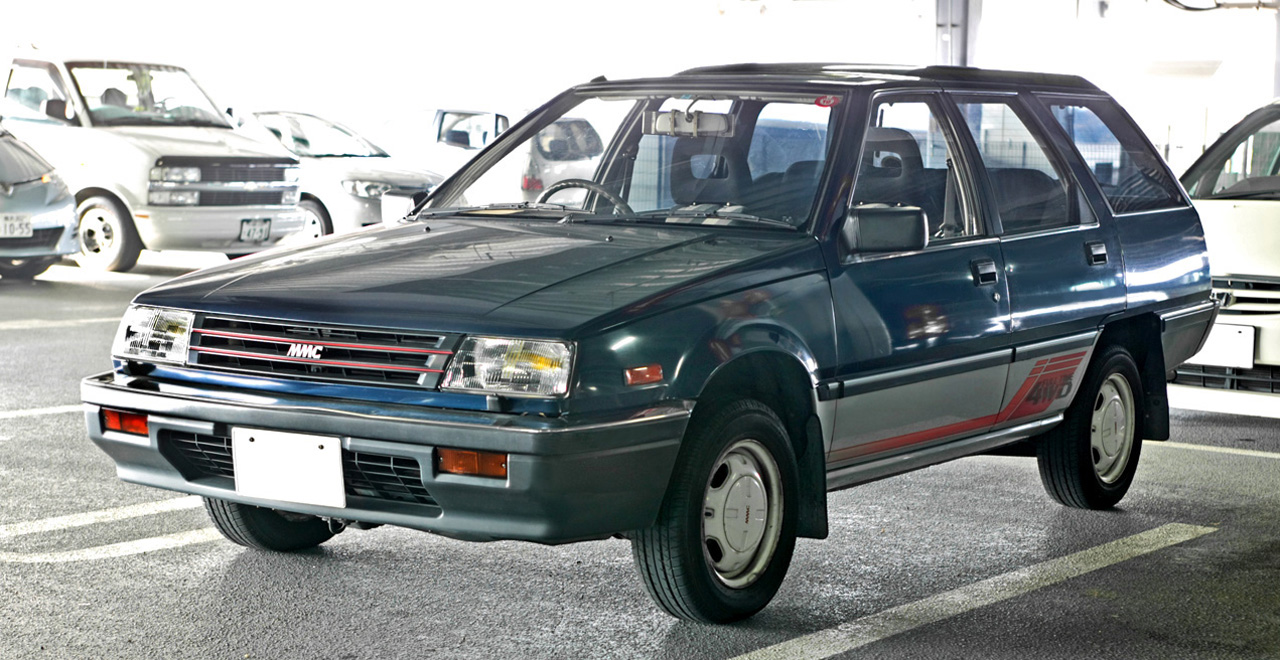
ワゴン前期型
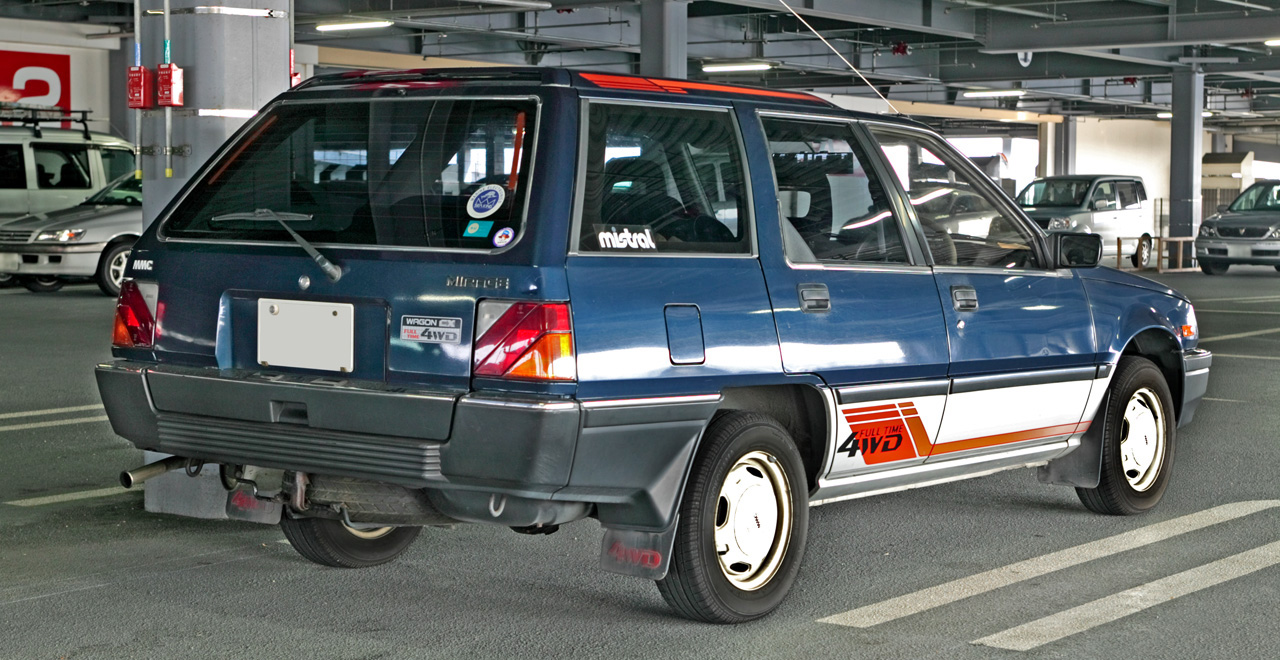
ワゴン前期型（リア）
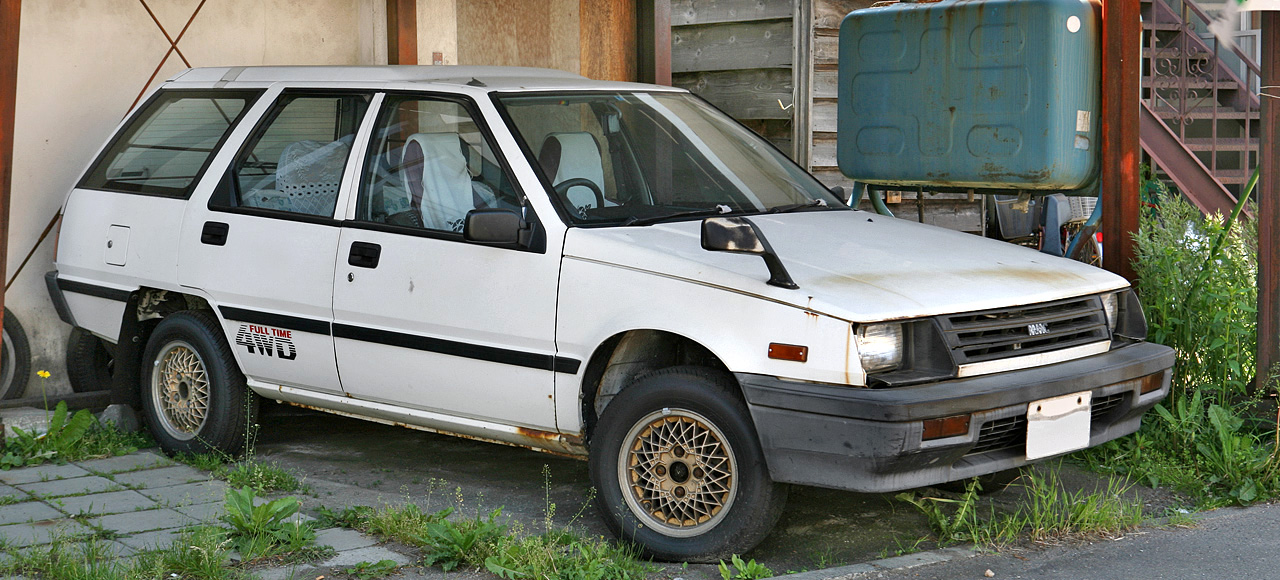
バン前期型

## 3代目 C50/C60/C70/C80系（1987年 - 1991年）
（ハッチバック 1987年 - 1991年，セダン 1988年 - 1991年）
発表当時のキャッチフレーズは『社交性動物 ミラージュ変新』。バブル景気の中で登場した3代目は同時期に登場したギャランを小さくしたデザインとなり、丸みを帯びたスタイルとなった。上述の通りワゴン・バンはモデルチェンジされず、2代目を継続。同時期にランサーも5ドアセダン版としてモデルチェンジしており、プラットフォームも含めてランサーと完全に統合された。テレビCMは一貫して松任谷由実の楽曲を使用し、コンサートツアーの冠スポンサーとなった。

### 年表
1987年10月12日
- 3ドアハッチバック車をフルモデルチェンジ。基本グレードのSWIFT（スイフト）、女性を意識したfabio（ファビオ）、ギャランGTOのMR以来であるDOHC16バルブ仕様の1.6Lエンジン（4G61型エンジン、インタークーラー付きターボ仕様：145馬力・NA仕様：125馬力）を搭載したスポーティーモデルのCYBORG（サイボーグ）[補足 4]が登場した。また、フルゴネットバンに類似したリヤサイドウインドウの部分の窓が無い2シーターモデル[補足 5]のXYVYX（ザイビクス）が若干遅れて発表され、計4グレードが設定された。

1988年1月22日
- 4ドアセダンのフルモデルチェンジ。VIE（ヴィー）、サイボーグ、ファビオの計3グレード。ちなみに、海外ではこの4ドアセダンは「ランサー」として販売されていた。

1988年11月
- 3ドアハッチバックの一部変更。スイフトに装着車が設定されたスーパートップをオプション化し、同時に2シーターモデルであるXYVYX（ザイビクス）がカタログ落ちした。AT車にはシフトロック機能を追加し、充実装備のスイフトXとNA・DOHC16バルブ仕様の1.6Lエンジンを搭載したスイフトRを追加。

1989年2月
- マイナーチェンジ。CYBORG（サイボーグ）に4WDを組み合わせたオートマチック車を追加。

1989年9月
- マイナーチェンジ。CYBORG（サイボーグ）のターボモデルに搭載されたインタークーラー付きDOHC16バルブ仕様1.6Lエンジン（4G61型）の出力を145馬力から160馬力へアップし、3ドアハッチバック車にスーパースイフトRを追加。これにより、スイフトRがカタログ落ちとなる。更に1.5Lエンジンを12バルブECIマルチ仕様化し、4ドアセダンにVIEサルーンXを追加。フロントのスリーダイヤマークのカラーを従来のレッドからシルバーへと変更。

1990年10月
- 一部変更。後席左右に3点式シートベルトを標準装備。

1991年
- 3ドアハッチバックに特別仕様車としてファビオ（FABIO）を追加。

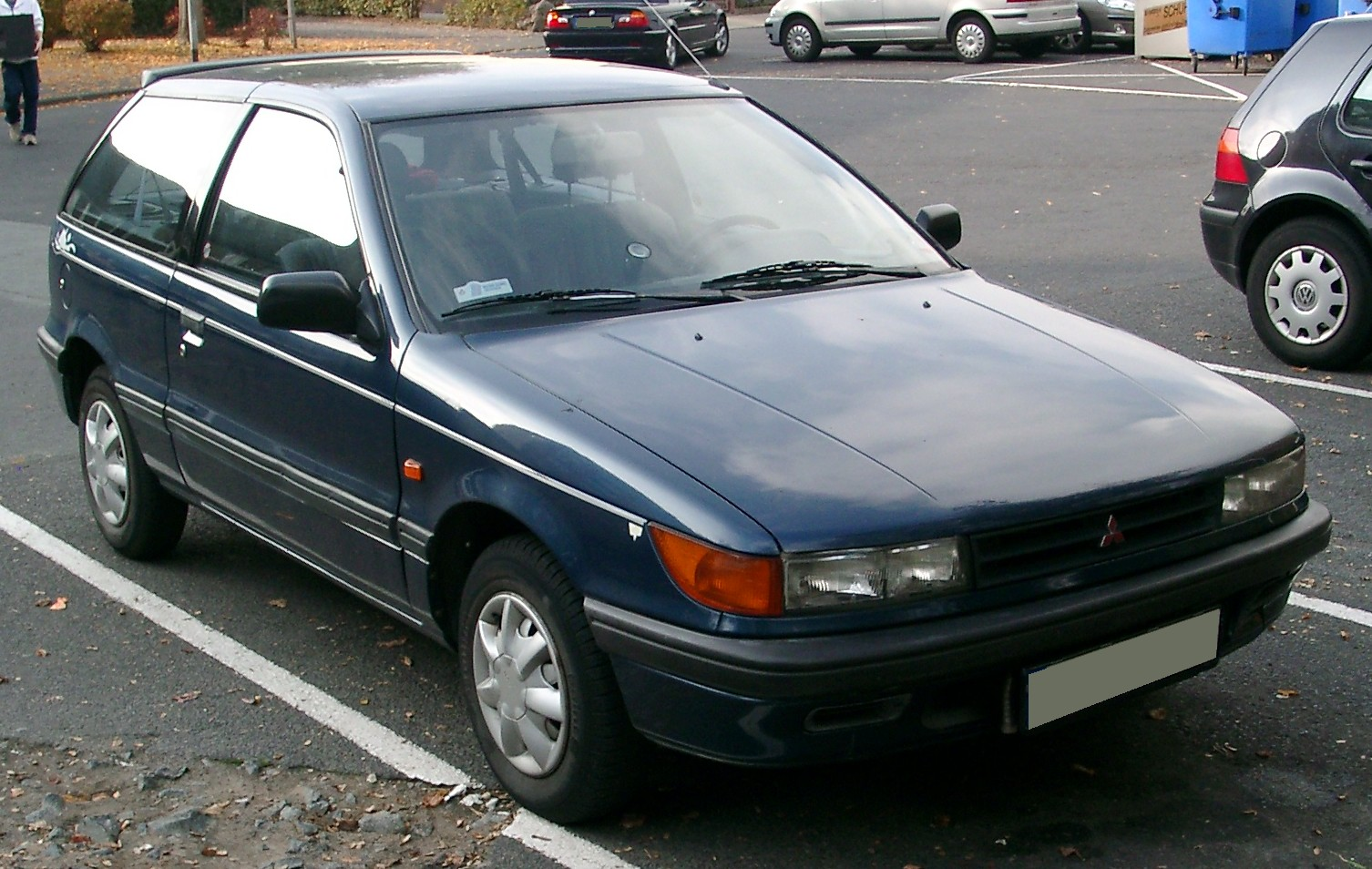
ハッチバック（欧州仕様）
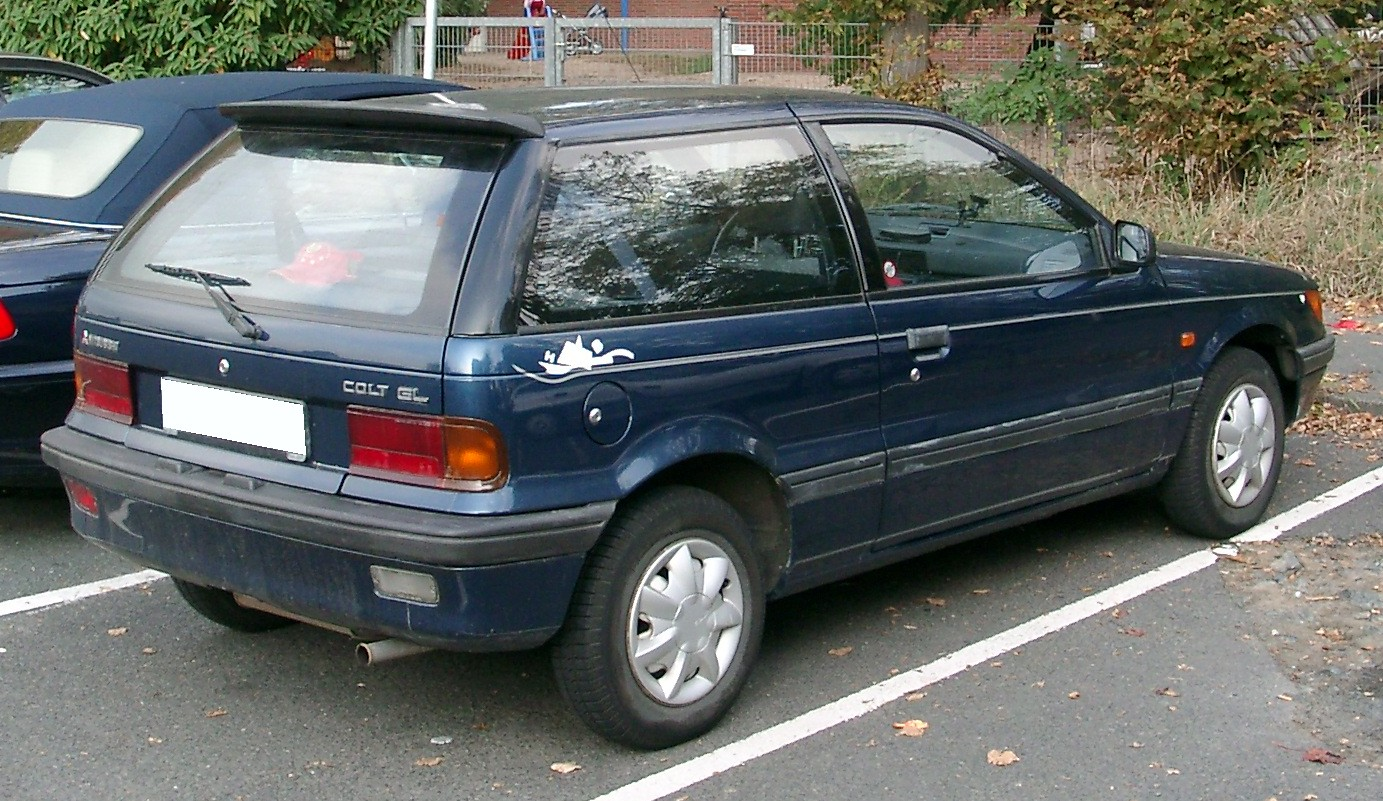
ハッチバック（欧州仕様・リア）

## 4代目 CA0/CB0/CC0/CD0系（1991年 - 1995年）
（ハッチバック/セダン 1991年 - 1995年，クーペ 1993年 - 1995年）
曲線のデザインになる。ボディタイプは今まで通り3ドアハッチバックと4ドアセダンの2種類であるが、ランサーと同じプラットフォームでありながらフロントマスクやセダンの6ライトウィンドウ採用などランサーとの差別化が図られている。のちに世界最小の1.6L V6・DOHCエンジンを搭載した「ミラージュ6（-シックス）」（4ドアセダンのみ）が発売され、また、2ドアクーペのアスティ（Asti）も登場した。ワゴンはリベロとして独立した車種となり、2代目が継続生産されていたミラージュワゴン/ミラージュバンを代替した。
マレーシアにおいてはプロトンによって、ミラージュがベースのサトリアおよび、ミラージュアスティがベースのプトラが販売されていた。
なお、北米仕様の4ドアセダンは日本仕様とはボディが異なり、ランサーと共通である。

### 年表
1991年10月
- フルモデルチェンジ。発表時のCMには深津絵里、布施博、福山雅治が出演、CM曲はスターダストレビューの『上を向いて歩こう』、小田和正の『風と君を待つだけ』が使用された。従来車よりも曲面デザインが更に強調される。エンジンはSOHC12バルブ仕様が1.3Lが79馬力。1.5Lは省燃費仕様MVVで91馬力で5速MTのみの設定。10モード燃費では18.4km/Lを実現。3ドアにはギヤ比を落とした5速MTと組み合わされ10モード燃費では21km/Lを実現した。続いてDOHC 16バルブ仕様が1.5Lは電子制御キャブ仕様97馬力とECI（電子制御燃料噴射装置）仕様115馬力。1.6Lが145馬力。4ドアセダンには2.0Lターボディーゼルも設定。
- バブル期に開発・発売されただけのこともあって内装の質感ではミラージュ歴代モデルの中でもクオリティは高かった。上級グレードには小型液晶ディスプレイ表示のオートエアコンが装備され更には4ドアには運転席電動シート標準装備車もあった。

1992年2月
- V6 1.6L DOHCエンジン搭載の4ドアセダン「ミラージュ6」追加。（ROYAL、VIE LIMITED、VIE SALOON）

1992年5月
- 先々代のワゴン・バンが、ランサーベースのワゴン・バンであるリベロに統合される。

1992年10月
- 一部変更。1.6LのDOHCはMIVECエンジンを搭載して175馬力へ馬力を向上し、1年振りに「サイボーグ」名が復活した（CYBORG-R、CYBORG）。CM曲はオフコースの『愛を止めないで』が使用された。4ドア車のマニュアル車にはMIVEC-MDエンジン（可変排気量システムにより低燃費を実現）も設定された。

1993年5月
- 3ドアハッチバックのリア部分をノッチバック化し、ホイールベースを60mm延長した2ドアクーペアスティ発売。1.5LのZと1.3LccのVの2車種のみで廉価グレードの「V」は100万円を切るリーズナブルさが受け、ヒット商品となった。限定車「サイボーグRS」発売。

1994年1月
- マイナーチェンジ。エクステリアのフェイスリフトを受ける。MVVエンジン搭載車全車と3ドアの1.3Lに4速オートマチック車のJを追加。2ドアクーペのアスティに1.6LのMIVECエンジン搭載の「RX」と3ドア1300「スーパーF」を追加。限定車「スーパーアスティ」発売。

1994年10月
- 一部変更。内装を中心にコストダウンに伴う素材変更。ブロンズガラス→グリーンガラスに変更。

1995年5月
- 3ドア1.3Lに特別仕様車「ファビオ」を追加。

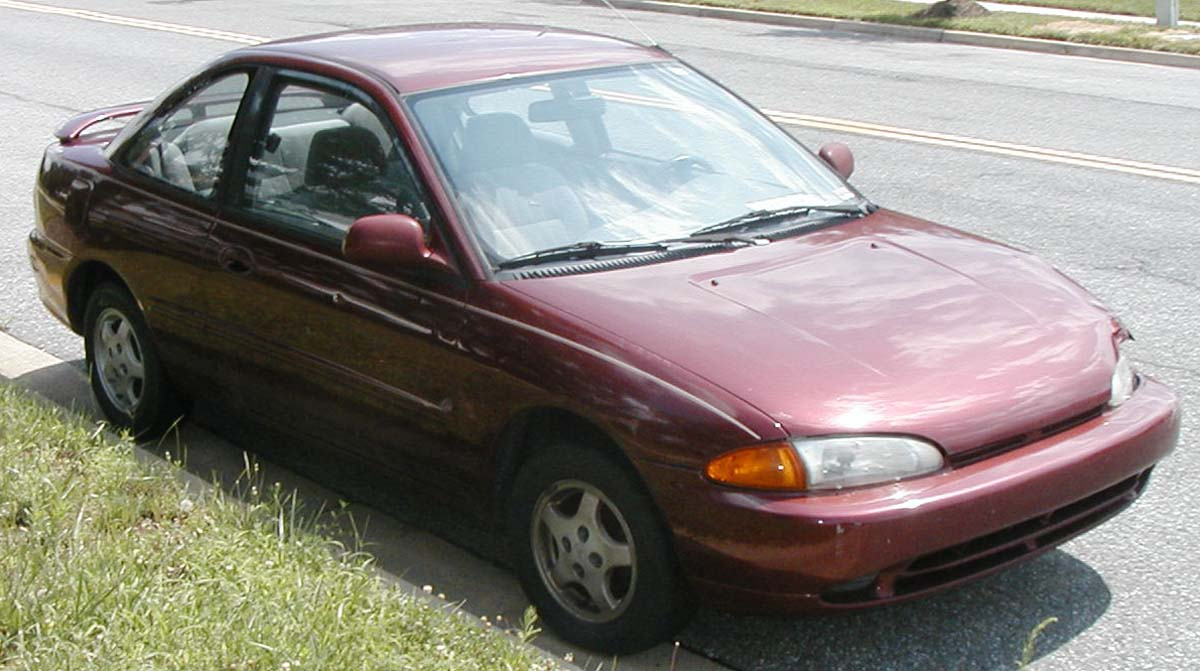
北米仕様クーペ
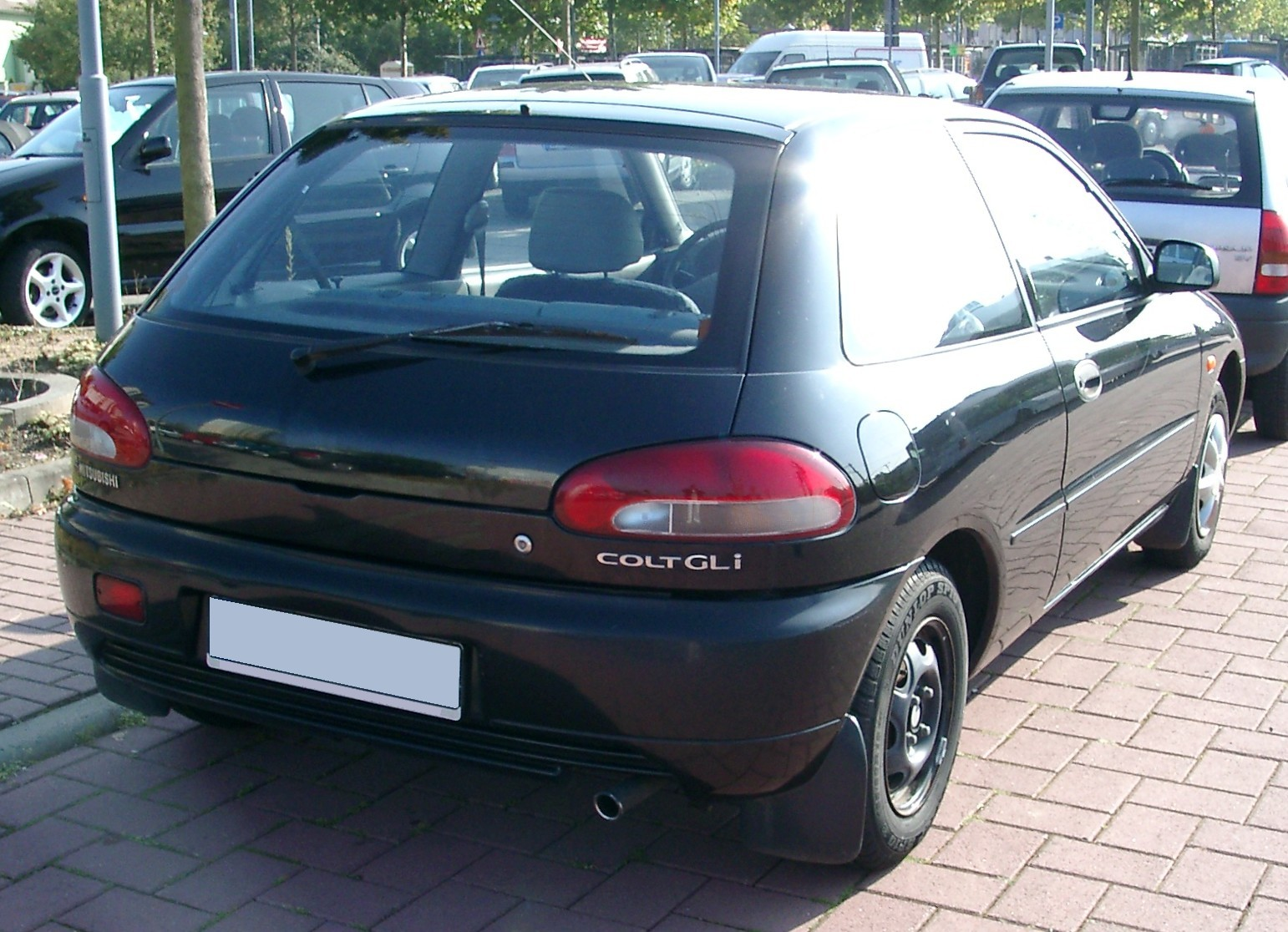
ハッチバック（リア）

## 5代目 CJ0/CK0/CL0/CM0系（1995年 - 2000年）
「ランサー#5代目 CK0/CM0系（1995年-2000年）」も参照
5代目はキープコンセプト。特にハッチバックとアスティは先代のイメージが強く残っているが更にハッチバックは独特のフォルムにもなっている。一方でセダンは再びランサーとボディパネルを同一化し、先代の6ライト化のような大掛かりな差別化は無くなり、グリル形状、クリアターンランプ採用とトランク部分のガーニッシュ不採用という違いのためスッキリとした印象となる。また、FTOと同じマニュアルモード付きのINVECS-IIを搭載したモデルも存在した。V6エンジン搭載車（セダン専用）は1.8Lに拡大されたものの、コスト削減のあおりを受けてメカニズム自体は24バルブでありながら2カムOHC方式（片バンクあたりSOHC方式）にグレードダウンを余儀なくされた。同時に、使用するガソリンが無鉛プレミアムから無鉛レギュラーに変更された。
1999年1月に発売されたミラージュディンゴは本モデルがベースではない。

### 年表
1995年10月
- セダン、ハッチバックのフルモデルチェンジ。発表時、CMのイメージキャラクターは中居正広、および和久井映見[補足 9]。

1995年12月
- アスティのフルモデルチェンジ。
- ハッチバック、アスティに装備品を簡素化し、エンジン等に専用部品を使用した競技仕様グレード「RS」を追加。

1996年10月
- 一部改良。全車ABS&運転席エアバッグを標準装備化。

1997年7月
- ハッチバックをベースにレトロ調のドレスアップを施したモダーク（Modarc）を追加。

1997年8月
- マイナーチェンジ。ヘッドランプが全車マルチリフレクター化（ただし、上記のモダークは先行採用扱い）。セダンはラジエターグリルがランサーと同じ大きさとなる。1.5L SOHC MVVエンジン搭載車（セダン専用）が廃止。セダン、アスティのトランク及びテールランプユニットの形状が窪んだ形状に変更となった。

2000年3月末
- 製造終了。以後、在庫のみの対応販売となる。

2000年5月
- 日本国内での販売終了。ハッチバックは既存のミラージュディンゴに、セダンはランサーセディアにそれぞれ統合される。単独ネームとしてのミラージュは、2012年の6代目発売まで12年間消滅することとなる。また、ミラージュのために作られたカープラザ店は存在意義を失い、2003年には名称消滅に至った。

2002年
- 日本国外向けの販売終了。

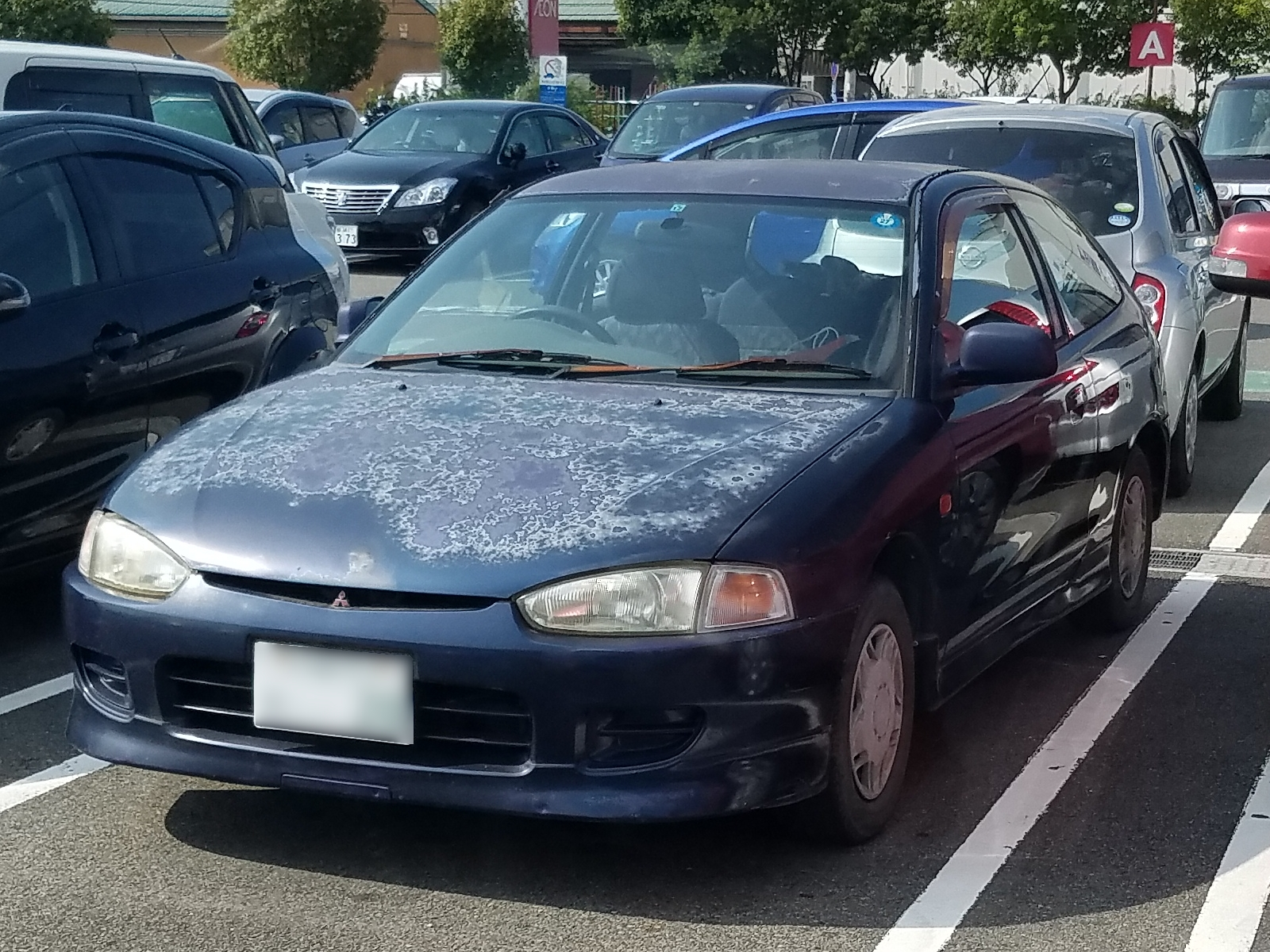
1.5X（前期型）
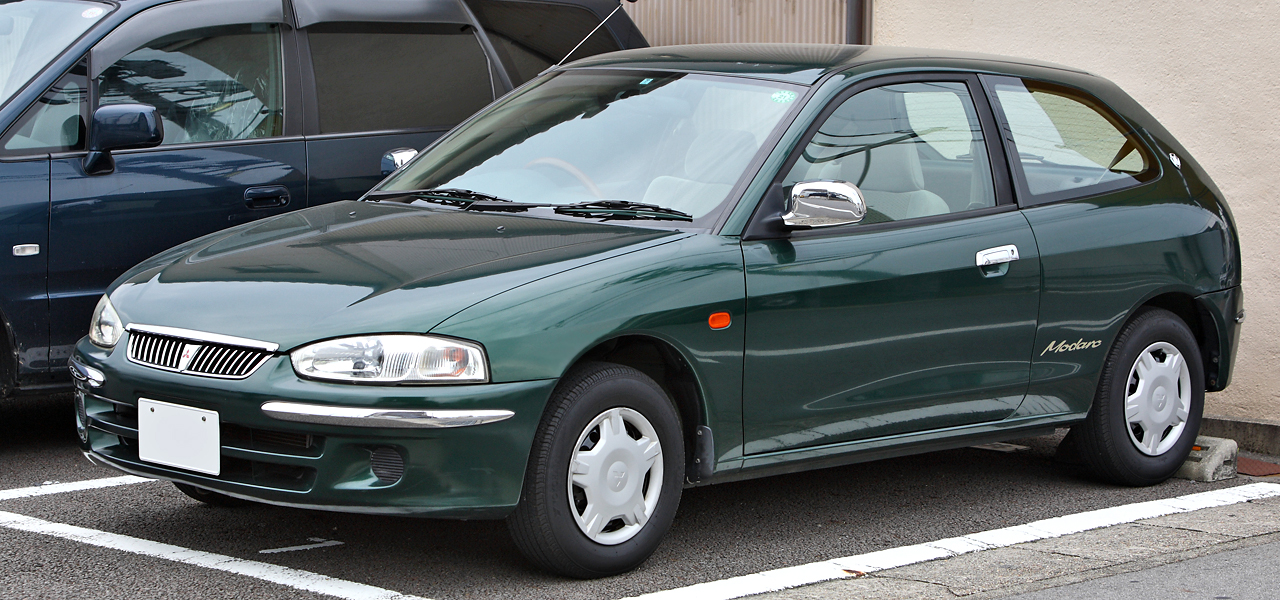
1.3モダーク
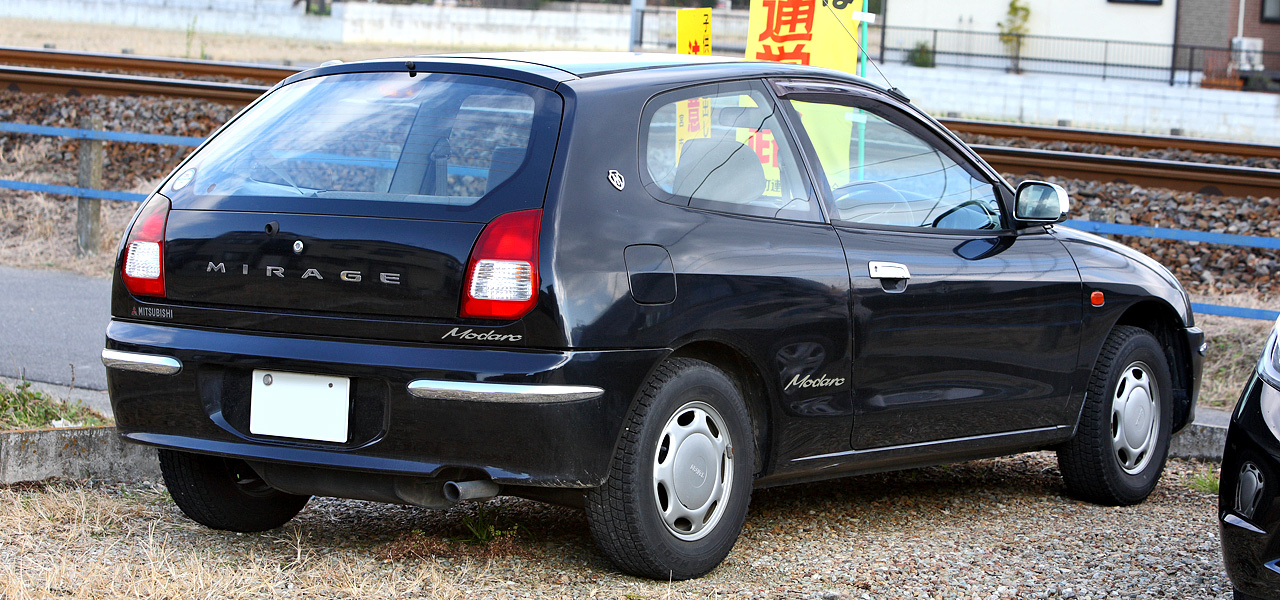
1.3モダーク（リア）
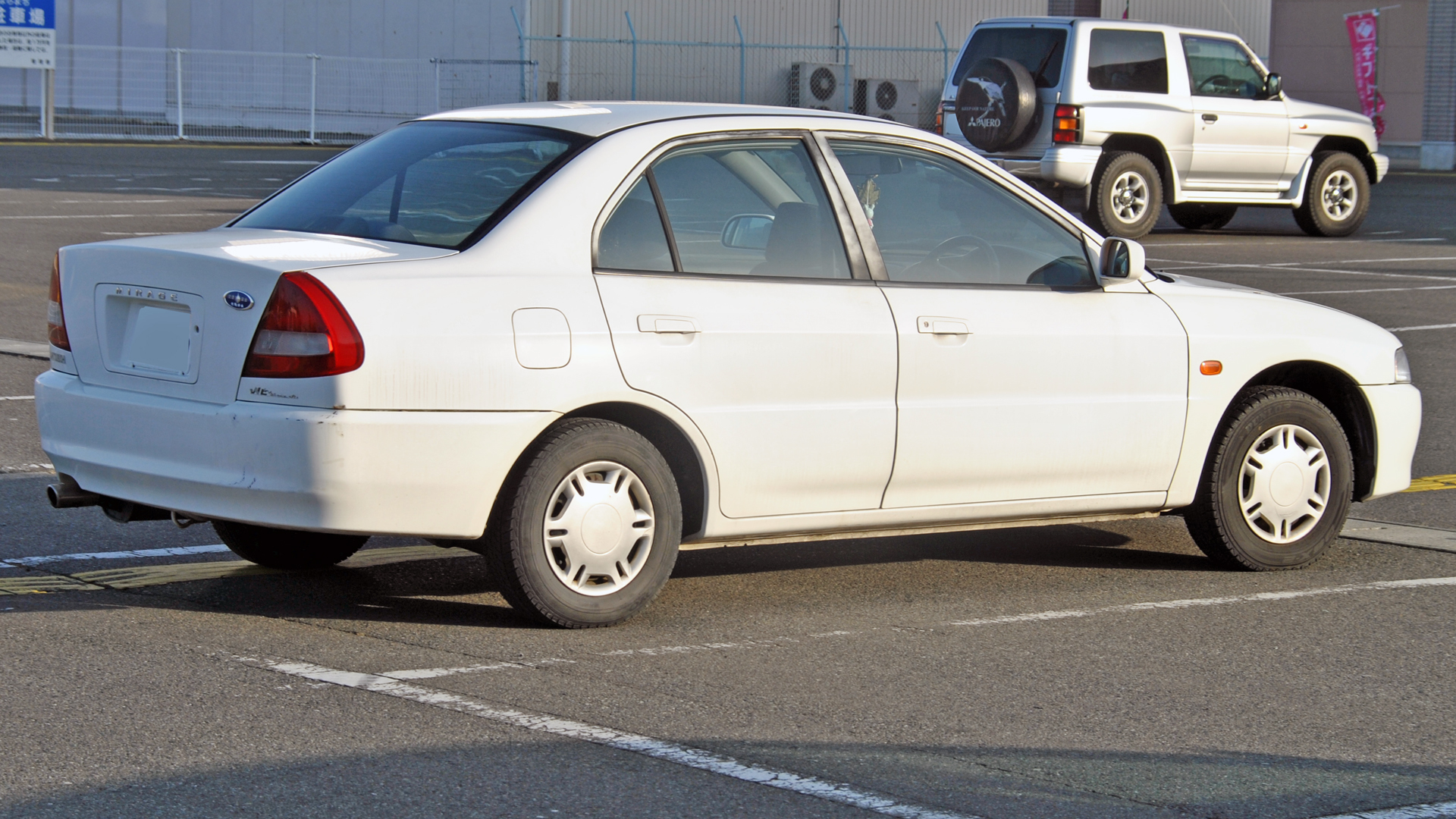
セダン VIEサルーン
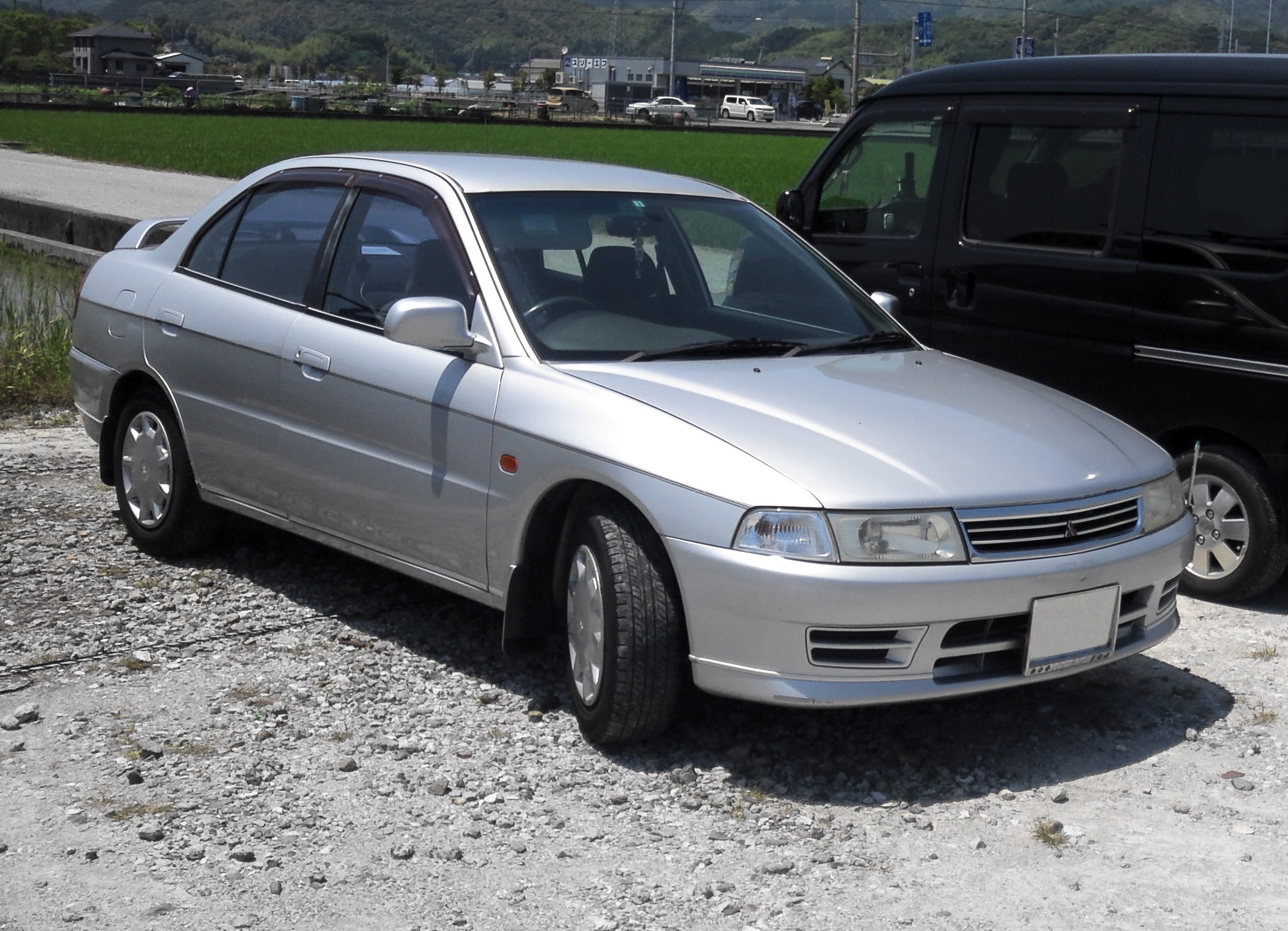
セダン　1.5VIEサルーン（後期型）
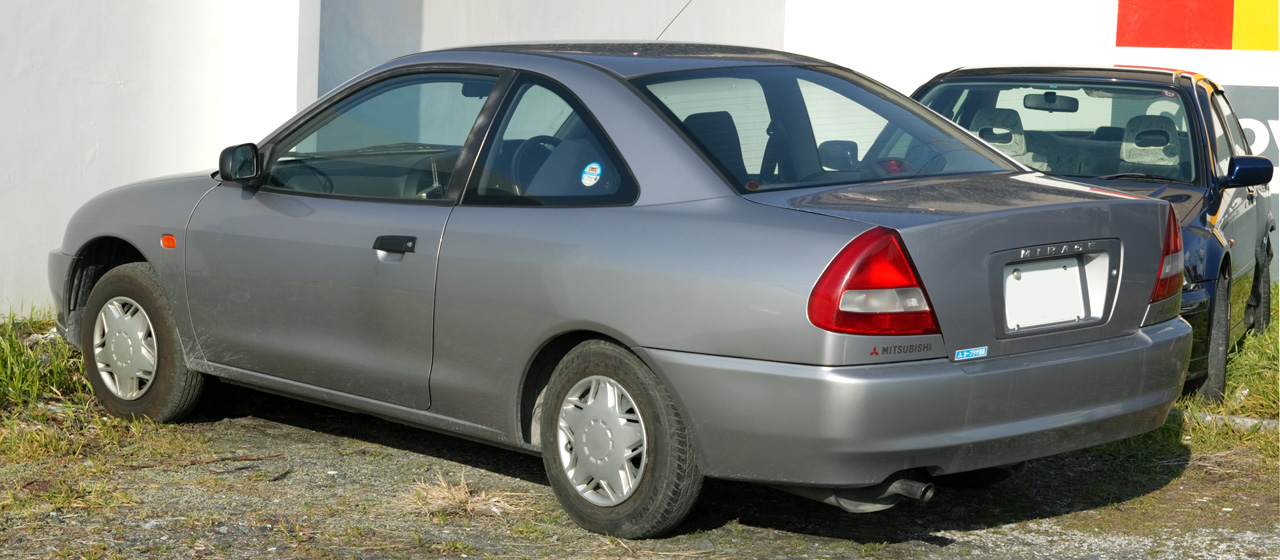
1.3アスティV
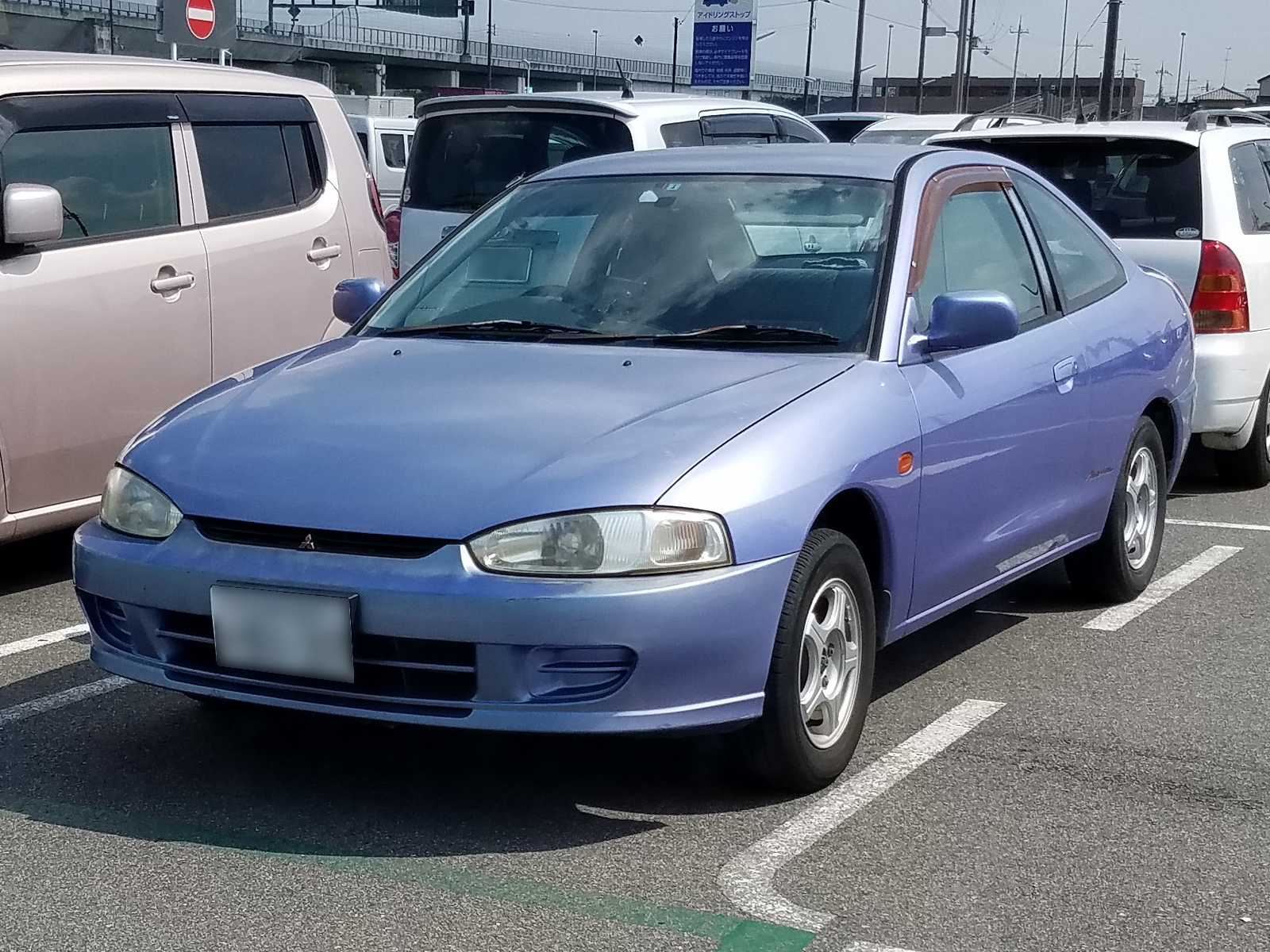
アスティ 1.3マリオン（後期型）
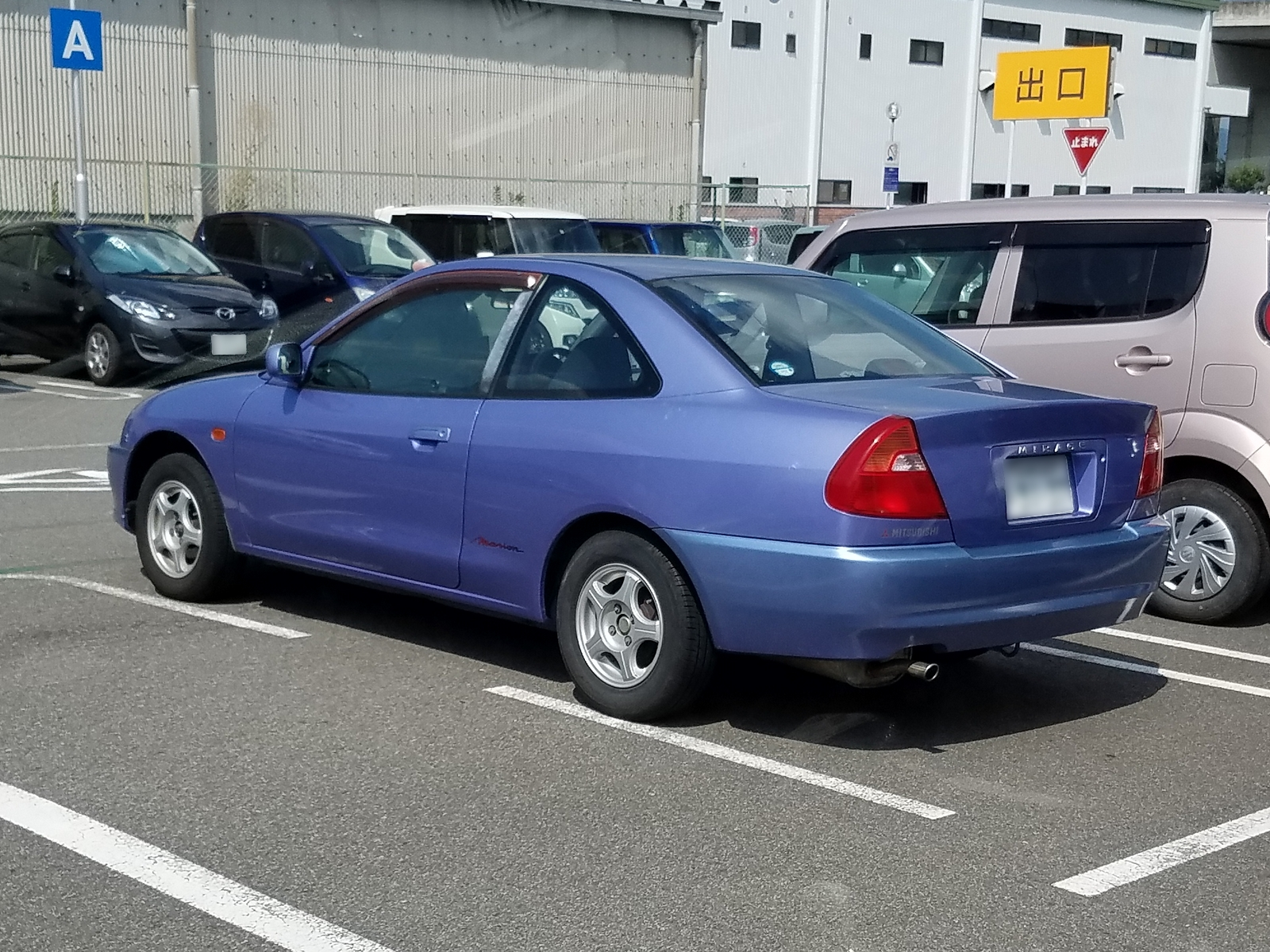
アスティ 1.3マリオン（後期型）
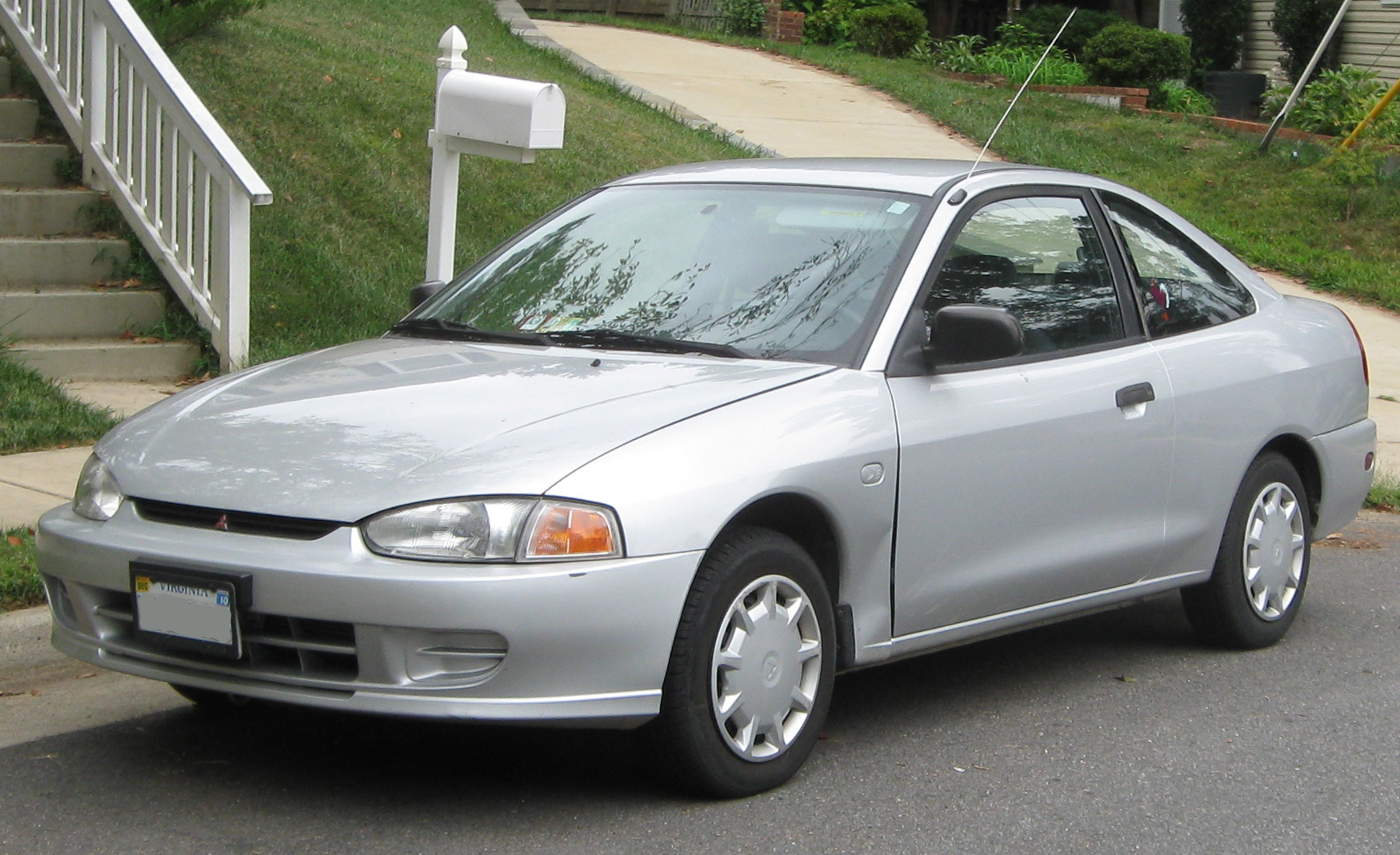
クーペ（北米仕様）

## 6代目 A00系（2012年 - ）
世界戦略車のコンパクトカーとして10年ぶりに復活。なお、ヨーロッパでは商標上の理由（ゲンバラが既に使用している）から「スペーススター」の車名が使用されるが、それ以外の地域では「ミラージュ」の車名で販売される。また、2012年8月に日本でも公式発表となり、12年ぶりにミラージュが復活した。日本国内においては当時Cセグメントにあった先代ミラージュより2つ下の車格（Aセグメント）に当たる。軽乗用車を除くエントリーモデルの役割を果たすべく、Bセグメントに位置していた先代のコルトよりもさらにダウンサイジング化が行われ、特に全幅は他の一般的なコンパクトカーより3cmほど小さく設計するなど、5ナンバー枠ぎりぎりのコンパクトカーを敬遠するユーザーの取り込みを意識した設計となっている。
今回は、タイの現地法人Mitsubishi Motors Thailandにて、日本を含む全世界向けの全量が生産される。価格を落とすために、部品の現地調達率を70%以上にし、また軽量化のため高張力鋼板を従来のコルトと比較し、2割利用範囲を拡大。7%ほど軽量化をした。
コスト削減はパーツの大きさにまで及び、例えばヘッドライトのサイズは個性を演出するための重要なファクターと認識しつつ、部品メーカーから1つのパレットに1個でも多くのヘッドライトを納入してもらうべくパレットのサイズとヘッドライトのサイズのバランスをミリ単位で協議を重ねて決定した。今回のためにバンコク郊外に新設された「タイ第3工場」では日本国内同様のクオリティゲート方式で生産され、タイ出荷前と日本陸揚げ後の2重の検査により高い品質を確保している。
日本仕様では、軽量&高剛性ボディに1.0L 3気筒DOHC12バルブ・MIVECエンジン（3A90型エンジン）とジヤトコ製の副変速機構付CVT「INVECS-III」を搭載し、多岐にわたる軽量化や徹底的な空気抵抗・走行抵抗の低減を行った（Cd値は0.27を達成している）ことで、アイドリングストップシステム「AS&G（オートストップ&ゴー）」搭載車は27.2km/L（JC08モード、平成27年度燃費基準+20%達成）、非搭載車でも23.2km/L（JC08モード、平成27年度燃費基準+10%達成）の優れた低燃費を実現した。また、最小回転半径4.4mと前方の車両感覚がつかみやすい設計としたことで、取り回しのしやすさや運転のしやすさを追求。高効率パッケージの採用により大人5人でも十分な居住空間と日常生活に不足のない荷室容量を確保した。車両本体価格は99.8万円から128.8万円に設定されており、購入しやすくしている。
日本での発売当初、三菱自動車は2012年度内の目標販売台数を30,000台としていた。しかし実際の販売実績は半分の15,000台強にとどまった。東洋経済オンラインでは、その理由を「先進国における環境対応車」と「新興国におけるエントリーカー」の二足のわらじを履かせようとした点にあるという見方を示している。

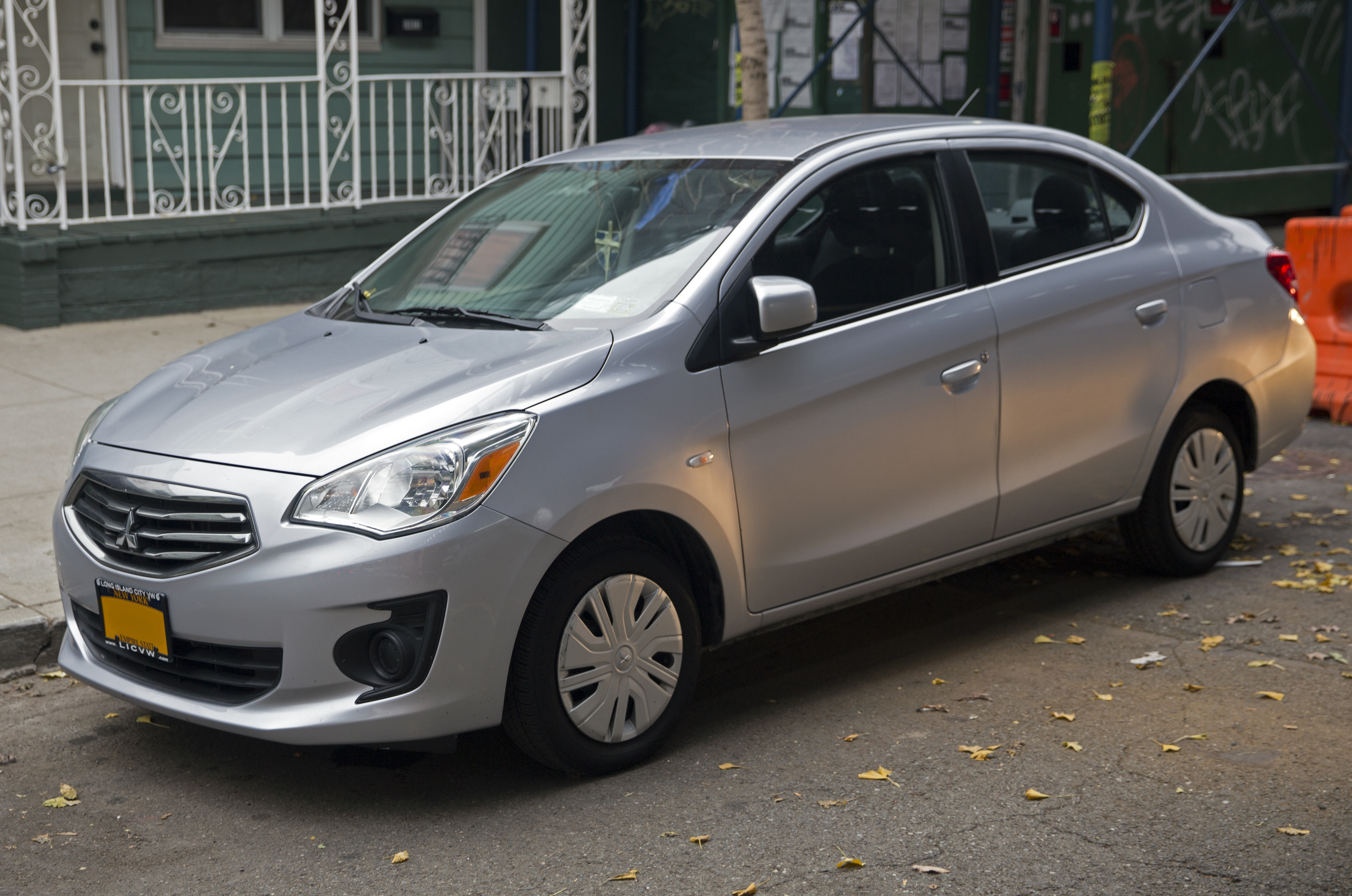
ミラージュセダン（北米仕様）

### 年表
2011年（平成23年）3月
- ジュネーヴモーターショーにてコンセプトグローバルスモールが出展された。

2011年（平成23年）11月30日
- 第42回東京モーターショーにてコンセプトグローバルスモールの市販モデルが「ミラージュ」の車名で発表された。

2012年（平成24年）3月1日
- タイ王国チョンブリー県レムチャバン工業団地内に建設されたミツビシ・モーターズ・タイランド第三工場（生産能力：15万台/年）にて生産開始[12]。

2012年3月28日
- 第33回バンコク国際モーターショーでタイ国内での販売を開始[12]。

2012年6月26日
- 日本国内向けの受注を開始[13]。

2012年6月29日
- ティザーサイト公開。

2012年8月1日
- 日本仕様を公式発表[7]。初期のCM出演者は唐沢寿明と本仮屋ユイカ。キャッチコピーは「低燃費・低価格・コンパクト  乗ってミラージュ！」。
  - グレード体系は運転席&助手席SRSエアバッグ、EBD付ABS、キーレスエントリー、全席パワーウィンドウといった基本装備を備えながら100万円を切る99.8万円に設定した廉価グレードの「E」、AS&G（オートストップ&ゴー）に加え、UVカット機能付プライバシーガラス（リアドア/テールゲート）、電動格納式リモコンドアミラー（カラード）、タコメーター付メーターパネル、フルオートエアコン、ヒルスタートアシスト、ブレーキアシスト等を追加した充実グレードの「M」、ワッフル調ニットのシート生地、シルバーアクセント、エンジンスイッチ+キーレスオペレーションシステム、イモビライザー、オートライトシステムを追加し、快適性を高めた最上級グレードの「G」の3グレードが用意され、2WDのみの設定、全車オーディオレス仕様となる（「M」・「G」は2スピーカー装備）。ボディカラーはレモネードイエローメタリック、ポップグリーンメタリック、カシスパープルメタリック（同色は日本仕様専用）を含む8色を設定した。

2012年8月31日
- 日本国内で販売開始。

2013年10月17日
- フィリピンにて、5人乗りセダンモデル『ミラージュG4』（『アトラージュ』の同型車種）を発表。エンジンは、1,200ccを搭載。当面は、タイ製の車両を輸入するが、将来的にミツビシ・モーターズ・フィリピンの工場でも製造する予定[14]。

2013年10月24日
- 一部改良[15]。
  - 既存の「E」と「M」の中間グレードである「S」を追加。「E」の装備内容に加え、99%UVカットガラス（フロントドア）、UVカット機能付プライバシーガラス（リアドア/テールゲート）、2スピーカー（フロントドア）、リバース連動リアオートワイパー、フルホイールキャップなどが追加され、ドアミラーは電動格納式リモコン（カラード）に、ドアハンドルはカラードにそれぞれグレードアップしつつ、購入しやすい価格に設定。
  - 併せて、99%UVカットガラス（フロントドア）を「M」・「G」にも標準装備するとともに、全グレードに設定のセットオプション「SRSサイド&カーテンエアバッグ（「安心パッケージ」とのセット装着のみ）」にリアシート上下調節式ヘッドレスト（中央席）を追加。さらに、廉価グレードの「E」には、ビジネスカーとしての用途を高めるための装備を追加して「S」に準じた装備内容（ただし、パンクタイヤ応急修理キットを非装備とする替わりに、スペアタイヤ&スチールホイールとジャッキを装備）とした「ビジネス向けパッケージ」を設定した。
  - さらに、2006年から当社のハッピードライブアンバサダー（大使）を務めるハローキティの40周年を記念して、リボンをあしらった専用ホイールカバー、専用リアエンブレム、専用デカール、ハローキティ柄のシートカバー（全席）、オープントレイアクセントマットをセットにしたサンリオとの共同開発によるパッケージオプション「ハローキティ40thアニバーサリーパッケージ」を設定し、ハローキティの誕生日である同年11月1日に400セット限定で販売することを発表。このオプションを設定した場合、「ハローキティ プレミアムグッズ（クッション、マスコット、車検証カバー）」が進呈される。当パッケージは、後述の2015年12月のマイナーチェンジまで販売された。

2014年8月7日
- 一部改良[16]。
  - 車両の横滑りを抑えて走行を安定させるアクティブスタビリティコントロール（ASC）、坂道発進時の車両の後退を防ぐヒルスタートアシスト、緊急時のブレーキ踏力を補助するブレーキアシストを従来のグレード別装備（標準装備又はメーカーオプション設定）から全車標準装備となり安全面を強化。
  - メーカーオプションの寒冷地仕様に運転席&助手席シートヒーターを追加した。
  - 廉価グレードの「E」は従来メーカーオプション設定だった運転席ハイトアジャスターを標準装備化した。

2014年12月25日
- 一部改良[17]。
  - 「G」をベースに、エンジンを日本国外向け仕様に設定されている3A92型エンジンに置換するとともに、外観はフロントフォグランプ、ターンランプ付ドアミラー&フェンダーガーニッシュ、アルミホイール、可倒式ショートアンテナを装備し、タイヤサイズを15インチにサイズアップ。内装は本革巻ステアリングホイール、本革巻シフトノブ、ピアノブラック調のパワーウインドウスイッチパネルと照明付シフトパネルを採用。さらに、エンジンの変更とタイヤ・ホイールのサイズアップに合わせて、操舵安定性を高めるためにフロントスタビライザーも装備した1.2L車の新グレード「1.2G」を追加（併せて、従来の「G」は「1.0G」に改名）。
  - 既存の1.0L車も改良を行い、全車でアンテナを可倒式ショートアンテナに変更し、運転席インパネアンダートレイを装備。「1.0G」は「1.2G」と同じく、ターンランプ付ドアミラー&フェンダーガーニッシュ（「S」・「M」にも寒冷地仕様とのメーカーセットオプションで装備可能）、本革巻ステアリングホイール、本革巻シフトノブを装備。また、「M」と「1.0G」はフルオートエアコンのエアコンパネル加飾をクロームメッキ化し、ピアノブラック調のパワーウインドウスイッチパネルと照明付シフトパネルを採用し、コンソールトレイを大型化した。さらに、シルバーアクセントを「S」・「M」に、エンジンスイッチ+キーレスオペレーションシステム、イモビライザー、オートライトコントロールを「M」にも装備した。
  - ボディカラーは「ポップグリーンメタリック（オプションカラー）」に替わり、「チタニウムグレーメタリック」を追加した。
  - 廉価グレードの「E」を廃止し、「E」に設定されていたセットオプション「ビジネス向けパッケージ」は設定グレードを「S」に変更した。

2015年12月17日
- マイナーチェンジ（2016年1月14日販売開始）[18]。
  - グレード展開を大幅に見直し、「1.2G」は約1年ぶりに「G」に改名、「M」は3A92型エンジンに置換し、「S」と「1.0G」を廃止したことで、1.2L車のみの2グレード展開に整理した。
  - 外観はボンネットフードにボリュームを持たせ、アッパーグリルとロワーグリルにクロームメッキ加飾を施し、フロントバンパーは下部にエアダム形状を配したスポーティーデザインに変更したことでフロントフェイスを刷新し、「G」にはライトチューブ式LEDポジションランプを組み込んだ省電力ディスチャージヘッドランプを新たに採用。リアバンパーが大型化され、リアコンビランプをLED化するとともに、ルーフスポイラーを新形状に変更した。ホイールはブラック塗装と切削光輝仕上げを施し、8本ツインスポークのラウンドリムタイプの15インチアルミホイールを採用。ボディカラーはオプションカラーの一部で入れ替えを行い、「カシスパープルメタリック」と「レモネードイエローメタリック」を廃止する替わりに「ワインレッドパール」と「サンライズオレンジメタリック」を追加した。
  - 内装はメーターにメッキリングをあしらった高輝度常時透過照明点灯タイプを採用し、「G」にはステアリングホイール及びスポークの一部にピアノブラックとメッキ加飾を施したリモコンスイッチ付本革巻ステアリングホイールを採用。シートを新デザインに変更するとともに内装色はグレード毎に差別化し、「M」はブラック&アイボリー内装を、「G」はシートサイドにステッチを施したブラック内装をそれぞれ採用。ラゲッジフロアは分割収納を可能にするカーゴフロアボックスを採用し、後席シートバック前倒し時にラゲッジフロアをフラット化するなど改良を加えた。
  - 安全面も強化され、約5～30km/hの低速走行時にレーザーレーダーが前方車両を検知し、衝突の危険があるときにはブザー音とメーター内の警告灯で注意喚起するとともに、自動ブレーキを作動することで衝突の回避あるいは衝突被害の軽減を図る低車速域衝突被害軽減ブレーキシステム「FCM-City」と、停車～約10km/h以下の走行時にレーザーレーダーが前方に車両や障害物を検知している状態で踏み間違いなどの操作ミスによってアクセルペダルを素早く、強く踏み込んだ時にブザー音とメーター内の警告灯で注意喚起するとともに、エンジン出力を抑制して発進を緩やかにすることで衝突被害の軽減を図る誤発進抑制機能（前進時）で構成された「e-Assist」を新採用し、全車に標準装備した。
  - AS&Gには約13km/h以下の減速時の段階からエンジンを停止させるコーストストップ機能を追加するとともに、タイミングチェーンを低フリクションタイプに変更し、冷気導入用ダクトを追加するなど細部にわたる改良を行い、JC08モード燃費を0.4km/L向上。サスペンションはリアスプリングのバネ定数とショックアブソーバーの減衰力最適化を行い、ボディ側の取付部の剛性を高め、電動パワーステアリングは制御改良を行った。CVTもクラッチ制御の改良により駆動トルクを遮断してアイドリングストップ後のエンジン再始動におけるショックを抑制し、ダウンシフト制御も見直されたことで中間加速時のレスポンスを向上した。

2016年8月30日
- 燃費の偽装があり実際よりも良い数値を届け出していた旨を発表。これにより、当分の間、製造および販売を停止。同時にホームページも一時閉鎖。

2016年9月9日
- 現行モデル（2016年1月マイナーチェンジモデル）において燃費を修正した。なお、燃費基準ラベルの変更は無く、修正後も平成32年度燃費基準を達成する。

2017年5月
- ミツビシ・モーターズ・フィリピンのサンタローサ（英語版）工場にて生産を開始した[19]。

2018年12月13日
- 特別仕様車「BLACK Edition」を発売[20]。
  - 「G」をベースに、外観はルーフ、ルーフスポイラー、電動格納式リモコンドアミラーにブラックマイカ、15インチアルミホイールにブラック塗装をそれぞれ採用。内装はブラックとレットファブリックを組み合わせ、アクセントにレッドステッチを施した専用2トーンシートを採用するとともに、本革巻きのステアリングホイールやシフトノブにもレッドステッチが施された。
  - ボディカラーはモノトーンの「ブラックマイカ」に加え、「ブラックマイカ」と組み合わせた「ワインレッドパール（オプションカラー）」、「ホワイトパール（オプションカラー）」、「レッドメタリック」、「チタニウムグレーメタリック」の2トーンカラー4色の計5色が設定される。
  - 同時に発表されたアウトランダーとエクリプスクロスの「BLACK Edition」は販売台数の制限はないが、ミラージュ「BLACK Edition」は限定600台となる。

2019年6月27日
- 一部改良[21]。
  - ヘッドレストを後席中央にも標準装備し、助手席と後席に装備のアシストグリップを格納式に変更。また、サンバイザー使用時の光もれを軽減する為、フロントのウィンドシールドガラス上部中央部分にドット柄グラデーションが追加された。

2019年11月18日
- フェイスリフトが行われタイ王国で発売開始された。フロントフェイスに「ダイナミックシールド」を採用した[22]。

2020年4月16日
- 日本仕様が2度目のマイナーチェンジ[23]。
- 外観はタイ仕様同様、フロントフェイスに「ダイナミックシールド」が採用され、フォグランプはバンパーサイドに配置。リアデザインはLEDコンビネーションランプがL字型に均一に光る面発光タイプとなり、バンパーコーナー部に縦型のリフレクターが配され、15インチアルミホイールやヘッドライトを新デザインに変更された。
- 内装はパワーウィンドウスイッチパネルと新デザインになったメーターパネルにカーボン調が採用されたほか、シート生地は幾何学柄にアクセントカラーを加えたデザインとなり、「M」はライトグレー、「G」はブラックを採用した。
- 機能装備は、衝突被害軽減ブレーキシステムが改良され、歩行者検知機能を追加するとともに、前方車両に対する作動速度を30km/hまでから80km/hまでに拡大して「FCM」に強化されたほか、車線を外れそうになると警報で注意を促す車線逸脱警報システム（LDW）と自動でロービームとハイビームを切り替えるオートマチックハイビーム（AHB）が標準装備された。ヘッドライトのつけ忘れ防止のためヘッドライトのスイッチからOFFポジションが廃され、ワイパーは雨量に合わせてワイパーの動作スピードを自動で切り替える雨滴感応オートワイパーとなった。
- 「G」はLEDデイタイムランニングランプ（DRL）やクルーズコントロールも装備された。
- ボディカラーは有料色で入れ替えとなり、「ホワイトパール」・「サンライズオレンジメタリック」に替わり、「ホワイトダイヤモンド」・「サンドイエローメタリック（eKクロス設定色）」が設定された。
- なお、今回のマイナーチェンジで、WLTCモード走行による排出ガス及び燃料消費率（燃料消費率はJC08モード走行時も併記）に対応し、「平成30年排出ガス基準50%低減レベル（☆☆☆☆）」認定を取得したものの、2020年度燃費基準は未達成となった。

2021年4月15日
- 2018年12月に発売された特別仕様車「BLACK Edition」が新仕様に変更の上、再発売された[24]。
- 従来仕様からの外内装における特別装備内容に加え、ヒーテッドドアミラーや運転席・助手席シートヒーターが新たに特別装備された。
- ボディカラーはモノトーンの「ブラックマイカ」、2トーンの「レッドメタリック/ブラックマイカ」、「チタニウムグレーメタリック/ブラックマイカ」の3色を継承し、2020年4月のマイナーチェンジ時に追加されたカラーとブラックマイカの2トーンである「ホワイトダイヤモンド/ブラックマイカ（有料色）」と「サンドイエローメタリック/ブラックマイカ（有料色）」が設定され、5色展開とした。

2021年11月1日
- 同日に発行されたADR[補足 13]改定に伴い、オーストラリアでの販売が終了[25]。以降は在庫車のみの販売となる。

2022年3月18日
- タイ仕様限定の特別仕様車･ラリーアートを発表。同年3月22日に第43回バンコク国際モーターショー2022で展示された。
- SMART-CVT（日本仕様のGに相当）をベースに、外装は日本のブラックエディション同様にドアミラー・ルーフ・ホイール・リアスポイラーをブラックマイカ塗装。前後フェンダーにホイールアーチパネルを装備。ラリーアートロゴ付きマットガード・専用フロアマットを装備。ボディサイドにはレッド/シルバー/ブラックのストライプ調デカールがあしらわれている。

2022年6月9日
- 日本仕様が一部改良された[26]。
- フロントドアガラスを99%UVカットからIRカット/99%UVカットに変更。また、従来はメーカーオプションの寒冷地仕様に含まれていた運転席・助手席シートヒーターとヒーテッドドアミラーを標準装備化（同時に「M」はサイドマーカーが無くなり、ドアミラーをターンランプ付に変更）、ラジエータークーラントを寒冷地仕様に変更。これにより、スタートアップヒーターのみの単体オプションに変更された（単体オプションに加え、SRSサイド&カーテンエアバッグと運転席アシストグリップを加えたセットオプションも設定）。
- 「BLACK Edition」も、ベース車に準じた一部変更を受け継続販売されるが、スタートアップヒーターのメーカーオプションは非設定となる。

2023年3月31日
電動パワーステアリングの関連法規への対応が難しいことなどを理由に、日本向け仕様の輸入・販売を終了（生産は同年2月に終了）。公式ホームページへの掲載も終了した。代替は既存のAセグメント級小型トールワゴンである3代目デリカD:2（4代目スズキ・ソリオのOEM）が担うこととなる。なお、日本国外市場向けはこれまで通り生産を継続する。
2024年7月
新たな排ガス規制、サイバーセキュリティ等の自動車関連法規の強化に伴い、EUでの販売が終了すると報じられた。今後は在庫車のみの販売となる。後継は三菱・コルト。
2024年8月
北米の事業統括会社であるミツビシ・モーターズ・ノース・アメリカは米国市場におけるミラージュ及びミラージュ G4の販売を同年後半に終了すると報じられた。以降は在庫車のみの販売となる。
基本グレード（日本仕様車）
| グレード | 販売年                  | エンジン型式  | エンジン              | 排気量  | 最大出力     | 最大トルク        | 変速機 | 駆動方式 | 燃費（JC08モード） |
| -------- | ----------------------- | ------------- | --------------------- | ------- | ------------ | ----------------- | ------ | -------- | ------------------ |
| E        | 2012年8月 - 2014年12月  | 3A90（MIVEC） | 直列3気筒DOHC12バルブ | 999cc   | 69ps/6000rpm | 8.8kg・m/5000rpm  | CVT    | 2WD      | 23.2km/l           |
| S        | 2013年10月 - 2015年12月 | 3A90（MIVEC） | 直列3気筒DOHC12バルブ | 999cc   | 69ps/6000rpm | 8.8kg・m/5000rpm  | CVT    | 2WD      | 23.2km/l           |
| M        | 2012年8月 - 2015年12月  | 3A90（MIVEC） | 直列3気筒DOHC12バルブ | 999cc   | 69ps/6000rpm | 8.8kg・m/5000rpm  | CVT    | 2WD      | 27.2km/l           |
| M        | 2016年1月 - 2023年3月   | 3A92（MIVEC） | 直列3気筒DOHC12バルブ | 1,192cc | 78ps/6000rpm | 10.2kg・m/4000rpm | CVT    | 2WD      | 23.8km/l           |
| 1.0G(G)  | 2012年8月 - 2015年12月  | 3A90（MIVEC） | 直列3気筒DOHC12バルブ | 999cc   | 69ps/6000rpm | 8.8kg・m/5000rpm  | CVT    | 2WD      | 27.2km/l           |
| 1.2G     | 2014年12月 - 2015年12月 | 3A92（MIVEC） | 直列3気筒DOHC12バルブ | 1,192cc | 78ps/6000rpm | 10.2kg・m/4000rpm | CVT    | 2WD      | 25.0km/l           |
| G        | 2016年1月 - 2023年3月   | 3A92（MIVEC） | 直列3気筒DOHC12バルブ | 1,192cc | 78ps/6000rpm | 10.2kg・m/4000rpm | CVT    | 2WD      | 23.8km/l           |

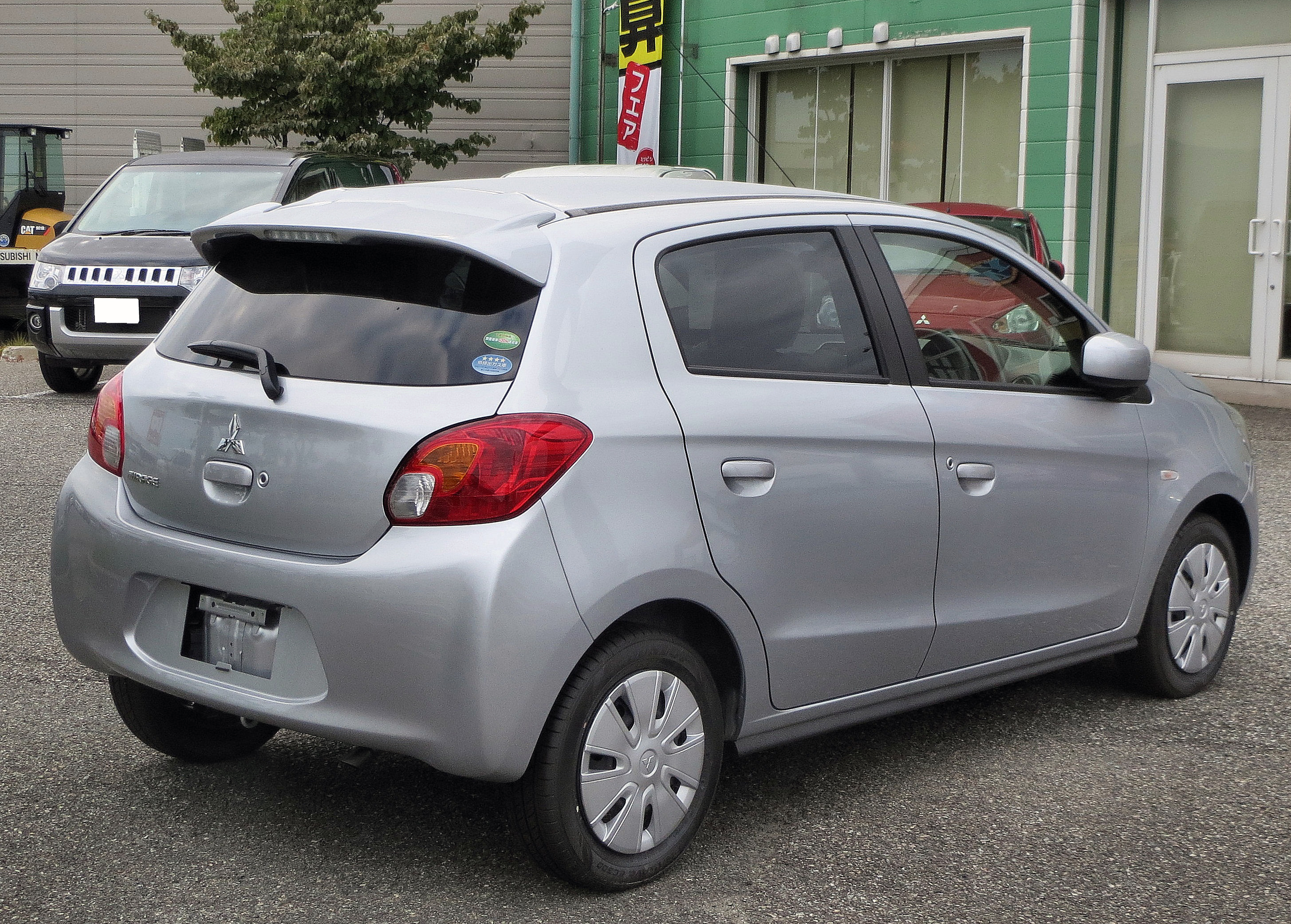
2012年8月販売型 M （2012年8月 - 2014年12月）リア
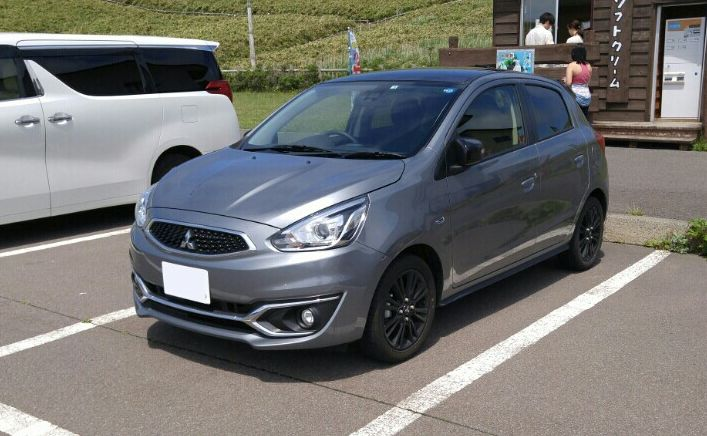
ブラックエディション　フロント（2019年）
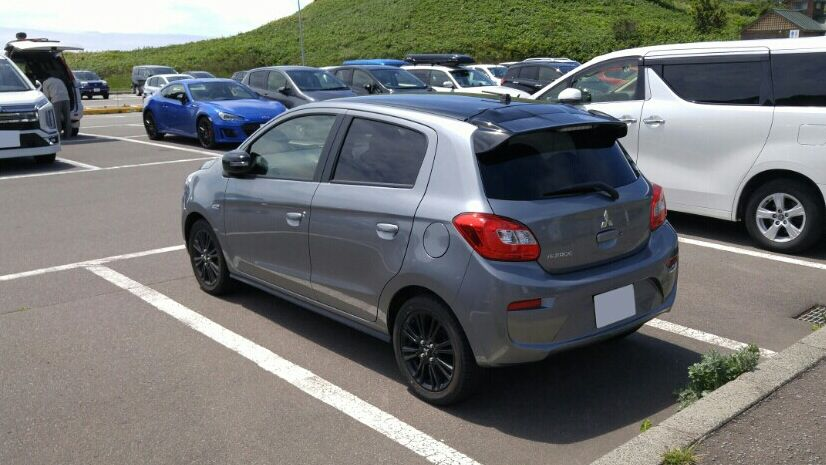
ブラックエディション　リヤ（2019年）
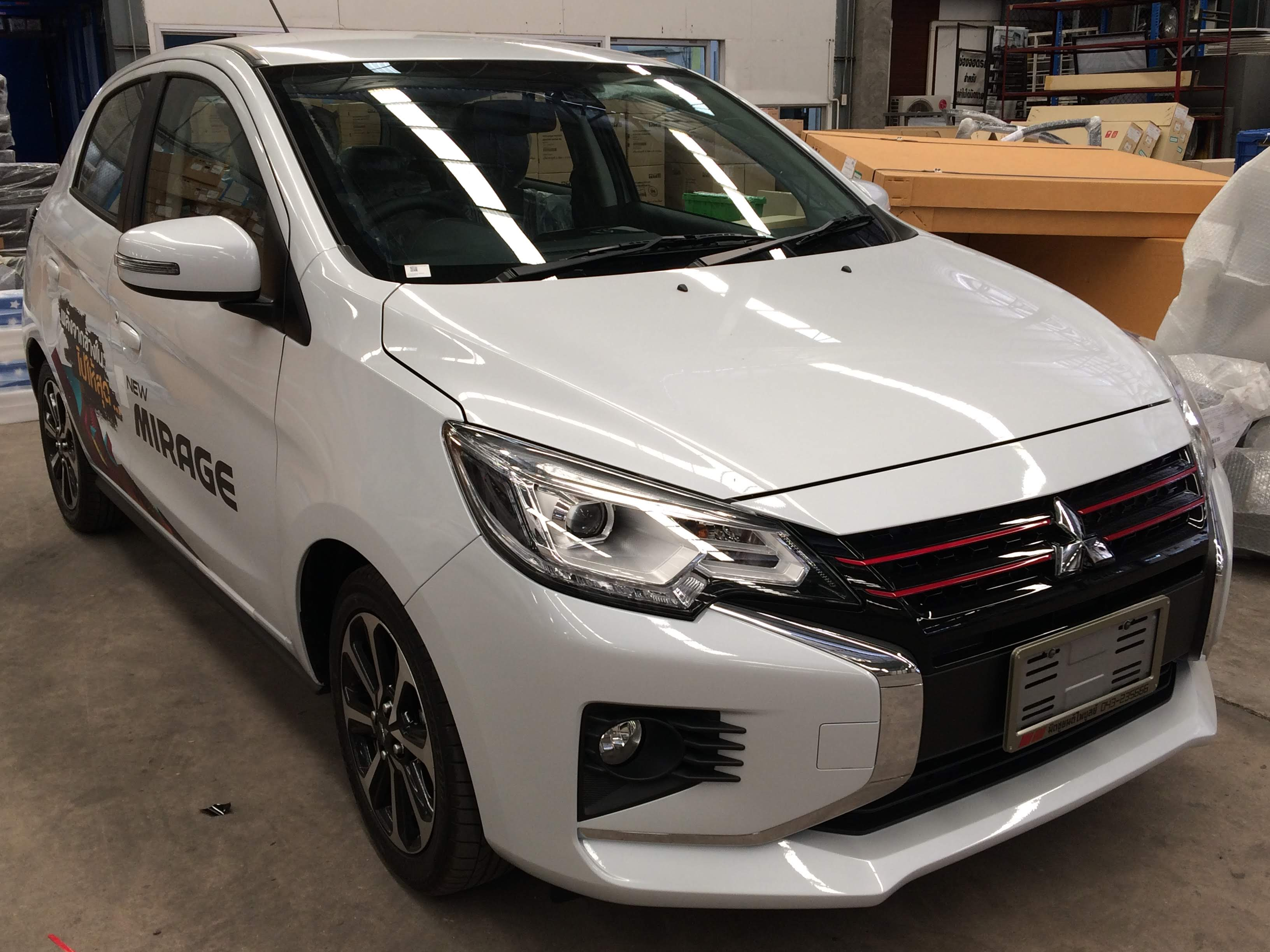
タイ仕様　フロント（2019年）
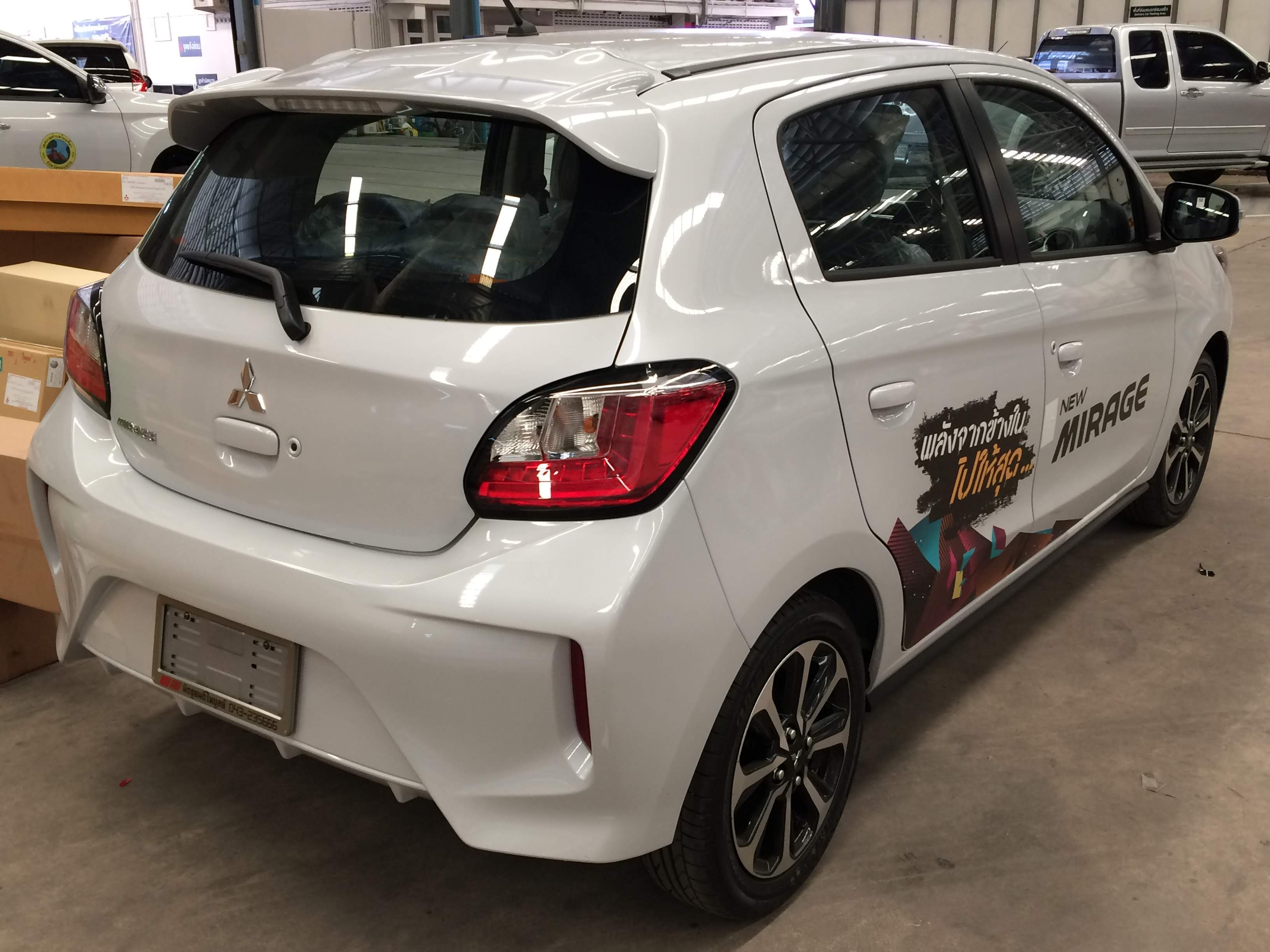
タイ仕様　リア（2019年）

## 車名の由来
- ミラージュ - フランス語で神秘、ロマンチック。または、英語で蜃気楼の意味。
- アスティ - 英語のASTIR（活気ある）からの造語。

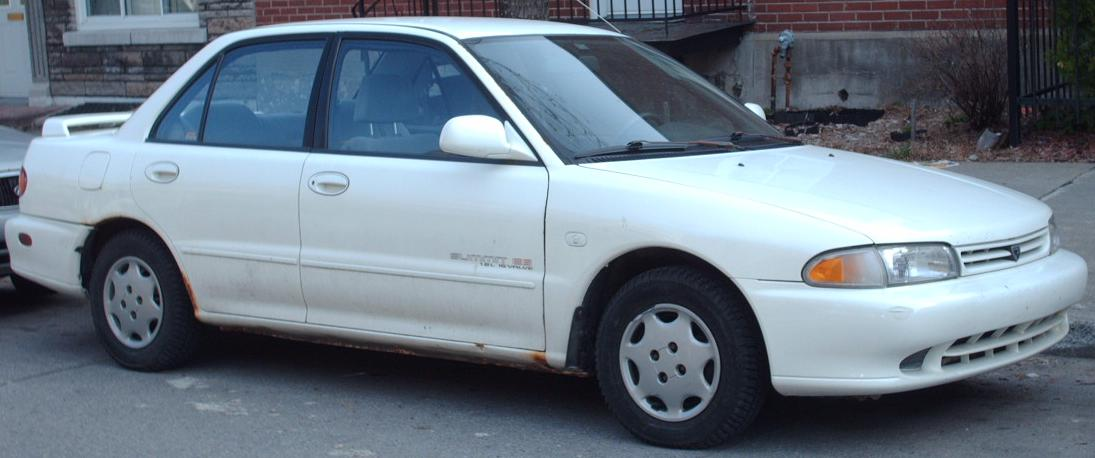
イーグル・サミット
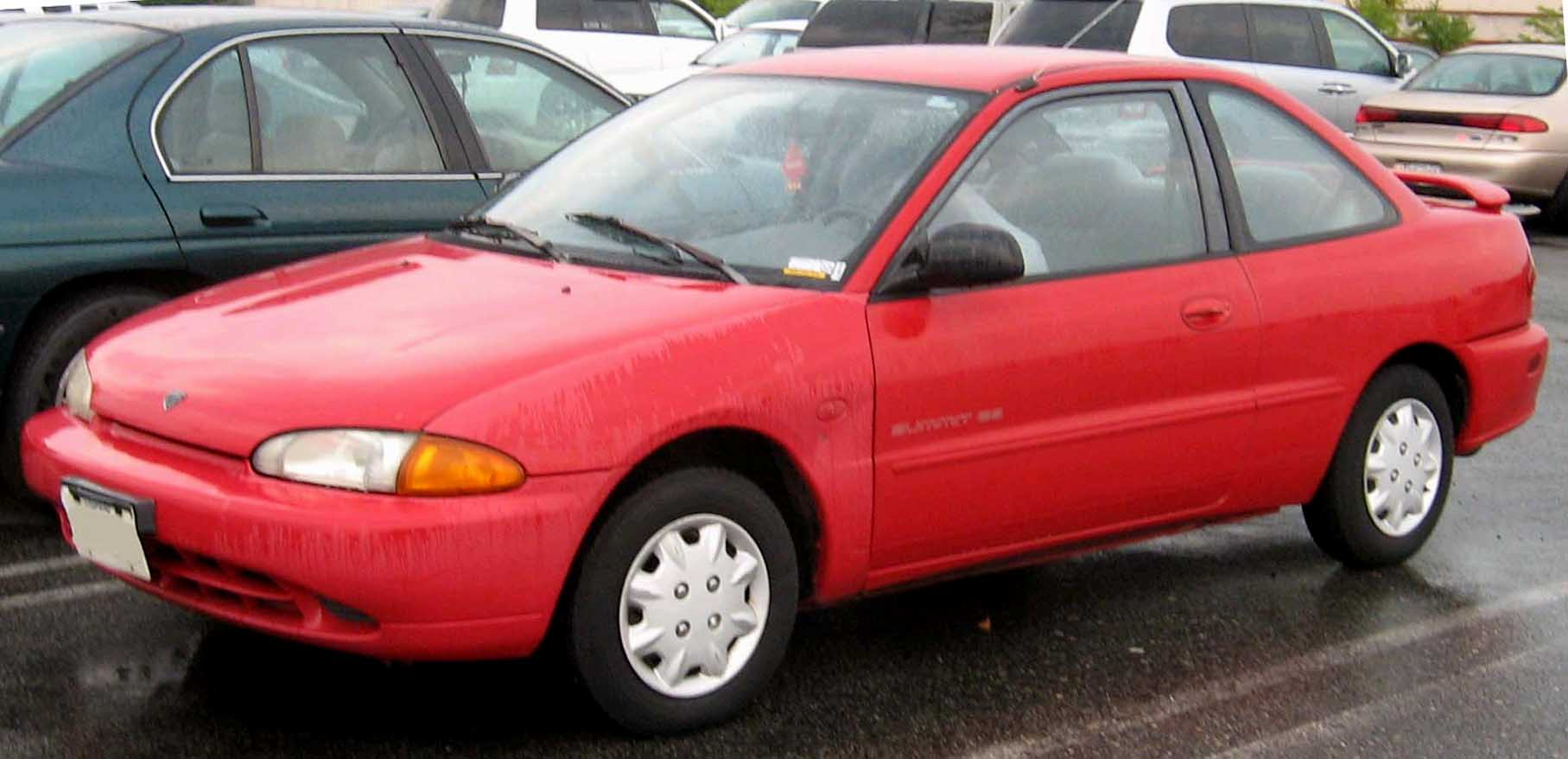
イーグル・サミットクーペ

### 補足
1. ↑  3代目以降は一般的なレバー式となった。
2. ↑  一部の地域ではカープラザが存在せず、ギャラン店で取り扱っていた。
3. ↑  後年、軽自動車のi（アイ）発売時もCM楽曲およびコンサートスポンサーを担当している。
4. ↑  当時各社で発売されていた1,600ccエンジンを搭載した3ドアのホットハッチ（カローラFX、パルサー、シビック及び姉妹車のCR-X、ファミリア）に対抗して設定された。なお、本グレードは5代目までハッチバックのトップグレードとして設定された。
5. ↑  イギリスではこのようなルートバン的な2シーター仕様のボディは税金が安く、イギリス向けには他社にもこのような仕様のボディを持つ物が存在した。
6. ↑  日本国内では約2年の空白期間あり。日本国外では2002年に実質的に直接フルモデルチェンジする形態となった。
7. ↑  なお、輸出仕様はフロントマスクがランサー同様のものとなっている。
8. ↑  ただし、自販連の統計上は「ミラージュ」として同一車種扱いだった。
9. ↑  ただし、後述する同年12月のアスティのフルモデルチェンジ直後に降板。
10. ↑  ただし2010年代以降の基準に置き換えた場合、フルBセグメント扱いとなる。
11. ↑  但し、現地調達の難しい電装品に関しては日本から輸入している。
12. ↑  消費税率の変更（5% → 8%）に伴い、2014年4月以降は104.976万円から135.864万円
13. ↑  オーストラリア・デザイン・ルール。
自動車の構造や性能、安全・防犯、排ガス基準などを定めた法規